# Vaskút
Vaskút (németül: Waschkut, Eisenbrunn, horvátul: Baškut) nagyközség Bács-Kiskun vármegye Bajai járásában.

## Fekvése
Vaskút Bács-Kiskun vármegyében, a bácskai löszhátság nyugati részében található. Bajától 7 kilométerre délkeletre fekszik, alig 20 kilométerre a déli országhatártól.

### Megközelítése
A 19. századi nagy vasútépítések során a Baja–Zombor–Újvidék viszonylatban, eredetileg helyiérdekű vasútként létesített, 1895-ben átadott vonal Vaskúton is áthaladt. A trianoni békeszerződés azonban kettévágta a vasútvonalat, melynek így a forgalma is lecsökkent. A megmaradt Baja-Vaskút-Gara közötti szakaszon az 1968-as közlekedéspolitikai koncepció szerint a forgalom 1971. november 30-ával megszűnt, később a síneket is felszedték.
A község megközelítése ennek következtében ma már csak közúton lehetséges, Baja és Gara felől egyaránt az 5506-os úton, az 51-es főút bátmonostori szakasza felől pedig egy jó minőségű, 4 kilométer hosszúságú önkormányzati úton. A közösségi közlekedést e térségben is a Volánbusz autóbuszai biztosítják, Vaskút, illetve Gara, Bácsszentgyörgy célállomással.

## Története
Vaskút környéke ősidők óta lakott hely. A falutól egy kilométerre délkeletre földvár nyomai és halomsírok találhatók, melyekről az 1860-as években Czirfusz Ferenc bajai tanfelügyelő írt. Ekkor még 12 darab 20-30 méter magasságú domb és 20-25 méter sáncfalmagasságú, 2500 négyszögöl belterületű, kör alakú vár volt. Eredetük megállapítására ásatások kezdődtek, amelynek során négy halmot bontottak fel. Az 1868. június 12-15-én készült jegyzőkönyv a Kr. u. 4. század idejére, a szarmata–jazig korra teszi keletkezésüket. A földvárban 1941 szeptemberében is végeztek ásatásokat. Védelem hiányában, és a környék gazdálkodásba bevonásával az objektumok napjainkra jószerivel felismerhetetlenné váltak. Műemléki védelmükre az utóbbi években történtek lépések. A feltárás során – de más helyen és időben is – jóval korábbi leletek is előkerültek Vaskút területén.

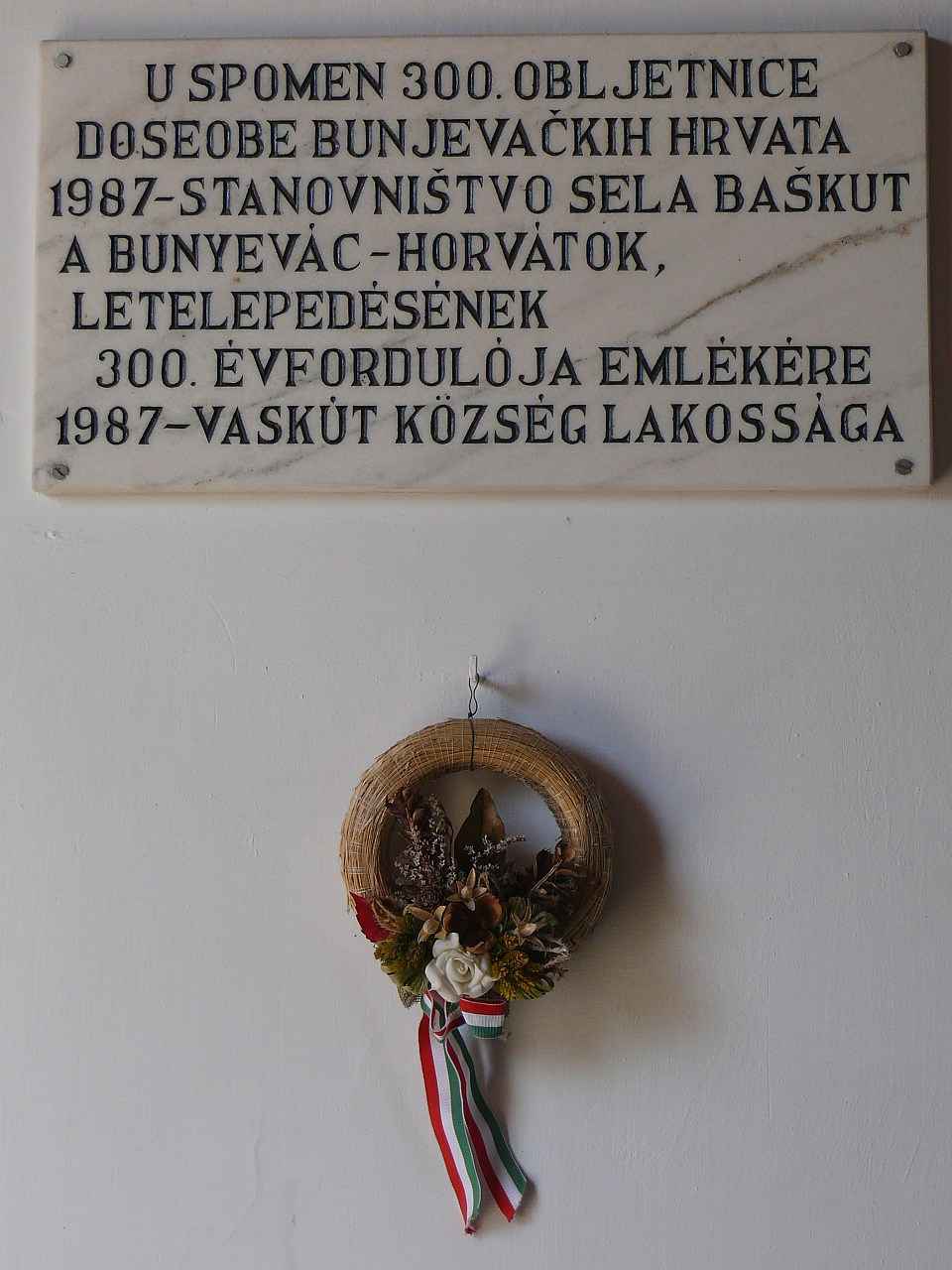
A bunyevácok Magyarországra jövetelének 300. évfordulójára állított emléktábla (1987)

A község nevének eredetére nézve két magyarázat is van. A második szótag – kút vagy kut – mindkét esetben a kör alakú földvárra utalna. A Vas első szótagot a régebbi elmélet a Bács névre vezeti vissza, míg a legújabb etimológiai magyarázat az Avar-napisten rövidülésének tekinti.

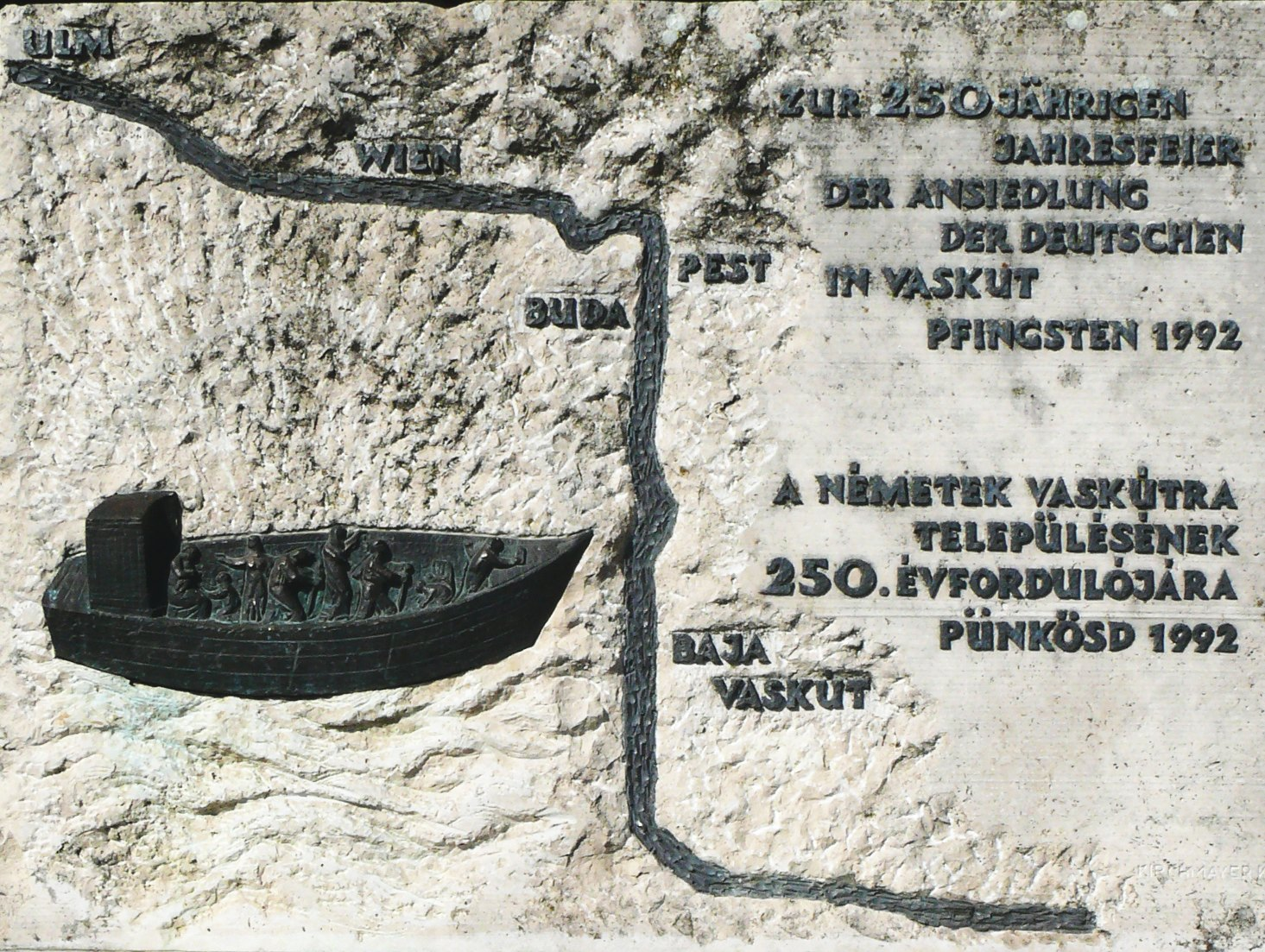
A németek Vaskútra települése 250. évfordulójára állított emléktábla (1992)

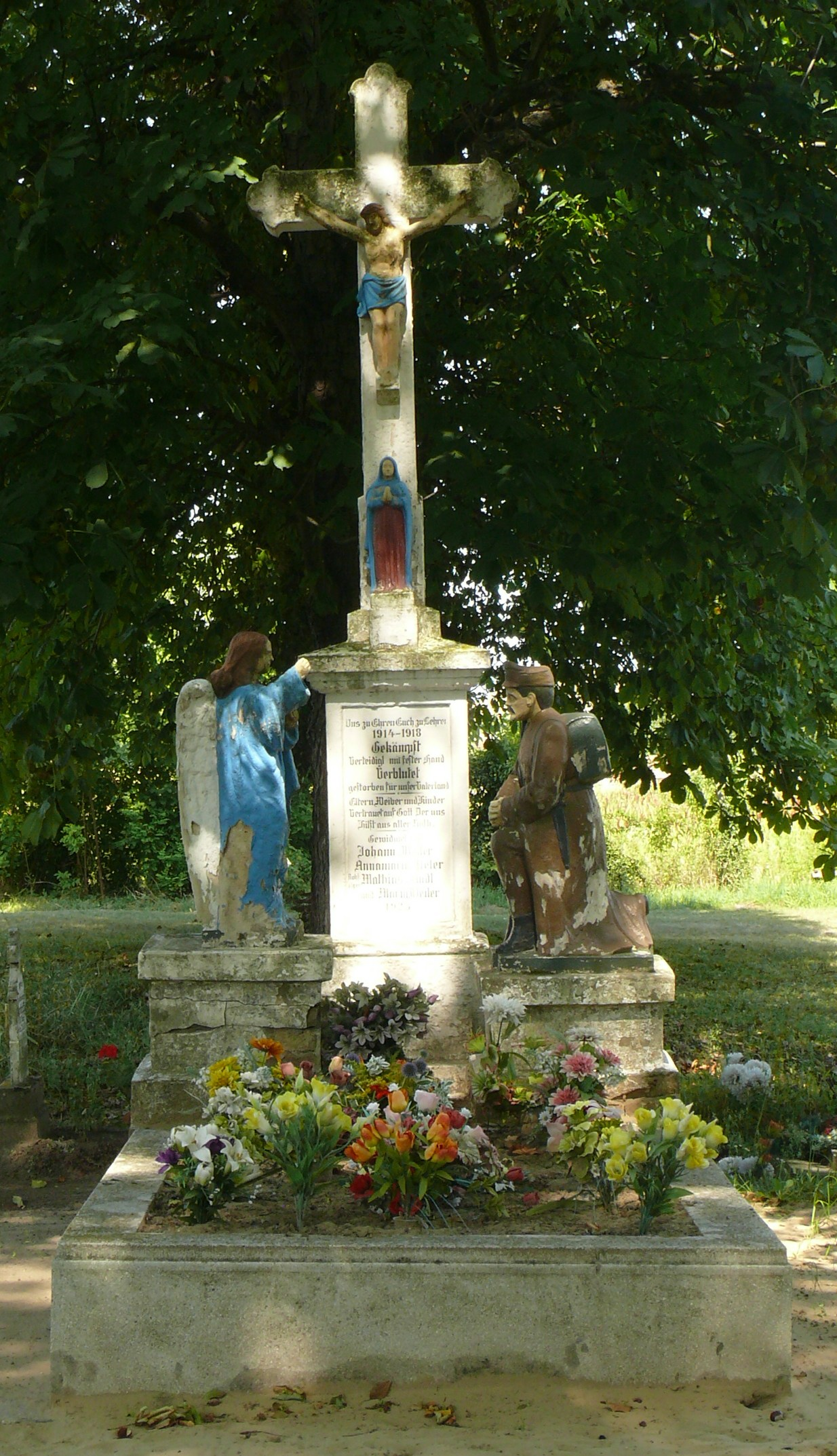
Az I. világháborúban elesett vaskúti hősök sírja

A község neve elsőként egy 1400-ban kelt oklevélben található Bachkuta formában, mely szerint újra nemes Töttös László birtokába kerül. A későbbi okiratokban Bácskut, Bathkuta, a török korban Báskút, Bácsküz néven szerepel.
Dózsa György parasztfelkelése során elpusztul a falu, de nem sokkal később már szláv (szerb) parasztok, állattenyésztők telepednek meg itt, félnomád életmóddal. A török időkben a bajai nahijéhez tartozott, az adókönyvek szerint 1580-ban és 1590-ben 28 adózó házzal. Érdekes, hogy ugyanakkor, 1574-ben a Kisvárdai család is birtokának tekintette. 1598-ban a szerbek Esztergomba településekor a környék falvaihoz hasonlóan Vaskút is kiürült. 1665-ös és 1679-es keltezésű adójegyzékekben újra felbukkant. A törökök kiűzésekor ismét néptelen; 1689-ben a Mihajlovics és a Szombathelyi család birtoka. 1720-ig egyik évi összeírásban szerepel, a másikban nem. Ez látszólagos ellentmondásban van azzal, hogy a bunyevác-horvátok magyarországi megtelepedésének 300. évfordulója alkalmából rendezett országos ünnepség sorozatot 1987-ben tartották, amelynek keretében Vaskúton is elhelyezésre került egy kétnyelvű emléktábla a Polgármesteri Hivatal zárt kapubejárójának falán.
1724-ben a terület visszakerül a Mátyás király idejéből birtokos Czobor családhoz: gróf Czobor József tulajdona Baskut puszta néven, 57 nem állandó, szerb és bunyevác lakossal.
A Czobor családtól a királyi koronához került, majd Mária Terézia gróf Grassalkovich Antalnak ajándékozta Bácska nagy részével együtt. Grassalkovich 1752-ben elrendelte, hogy Bassgot néven önálló települést hozzanak létre. Mint az ország sok más helyére, ide is németeket telepítettek. Vaskútra Ulm környékéről jöttek az első családok: az 1992-ben felállított emléktáblán 250. éves évforduló van jelezve. II. József uralkodása idején további betelepülés történt, így a több száz német család ittlétével Vaskút sváb községgé vált: az 1941. január 31-i népszámlálás szerint 3846 német, 638 magyar, 218 bunyevác, 2 zsidó és 1 szlovák lakosa volt.
Az első világháborúban 234 vaskúti halt meg. Emléküket a községháza előtti emlékmű, a temetőben a hősök sírja őrzi. A temető fő útjai mellett gesztenyefákat ültettek, melyek törzsére az elesett katona nevét és halálának idejét jelző táblát erősítettek: a fák most is állnak, de napjainkban a táblákból már csak néhány látható. A háború után Bácska nagy része szerb megszállás alá került, amely alól a falu 1921. augusztus 21-én szabadult fel.
A második világháborúban a férfiak a magyar és a német hadseregben szolgáltak. A háború Vaskút számára 1944. október 20-án ért véget. A kollektív bűnösség elve alapján három hónap elteltével 164 fiatal német férfit és nőt vittek a Szovjetunióba kényszermunkára (málenykij robot), legtöbbjüket a Donyeci szénbányákba, akik közül sokan soha nem térhettek haza. A háború során életét vesztett 208 vaskúti lakos nevét az 1992-ben felállított márványtábla örökíti meg. Az itthon maradt német lakosság nagyobb részére a Németországba telepítés várt. Az első csoport 1946. november 27-én indult 960 emberrel Németország nyugati részébe. A második csoportot a szovjet zónába, Drezda környékére vitték: 1373 embert 1947. augusztus 18-án. Végül négy nappal később még 72 vaskúti németet vittek Auerbachba. Bár a kitelepítetteket a német állam kárpótolta, és így megteremthették egzisztenciájukat, de tartották a kapcsolatot Magyarországgal, anyagilag segítették szülőfalujukat, amikor lehetett, haza látogattak, sőt a rendszerváltás után néhányan ideiglenesen vagy véglegesen vissza is települtek Vaskútra.
Az üresen maradt házakba azokat a bukovinai, zömmel fogadjisteni székelyeket telepítették, akiket 1941-ben a magyar kormány a Jugoszláviától visszafoglalt délvidéki részen telepített le, majd a helyzet fordultával a jugoszláv hatóságok rövid internálás után kiutasítottak az országból. Velük menekült 40-50 magyar család is Vaskútra. Kívülük jöttek még a Viharsarokból (Sarkad, Mezőtúr) szegény magyar családok is. A lakosságcsere keretében 1947-ben Szlovákiából, Diószeg és Taksony környékéről, szinte teljes ingó vagyonukkal 80 család érkezett a községbe.

### 1947 után
1948–49-ben Vaskúton is megtörtént a földosztás, az iskolák államosítása. Az 1949-es választásokon a Magyar Függetlenségi Népfront győzött, és ezzel megkezdődött a szocializmus korszaka. A vezetés gyakorlatilag a Magyar Kommunista Párt, később Magyar Dolgozók Pártja (MDP) kezében összpontosult. Az 1989-es rendszerváltás után Vaskút közigazgatása is átszervezésre került.

#### Közigazgatás

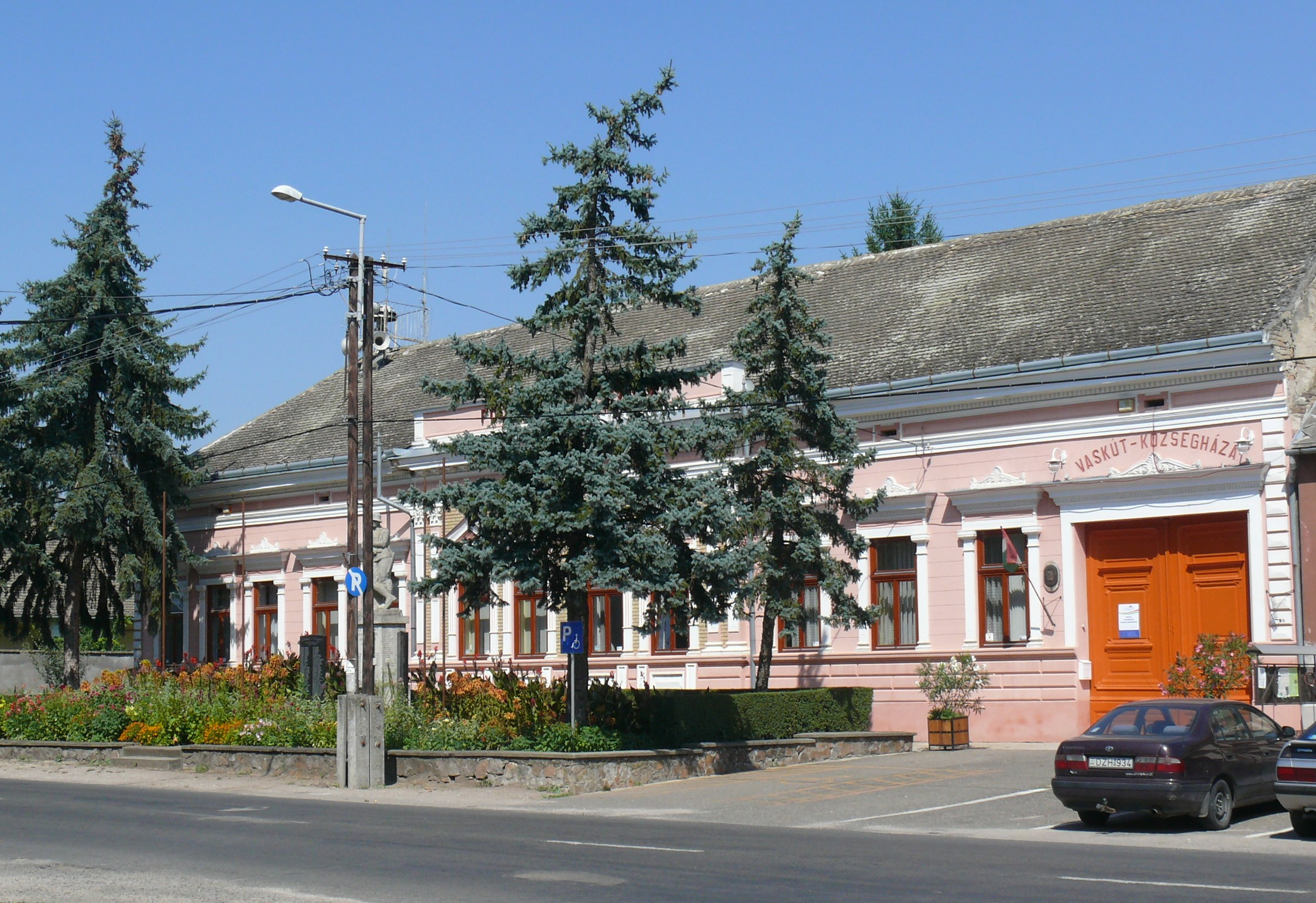
A vaskúti Községháza

A korábbi községvezetés helyett 1950. október 25-ével létrejött a tanácsi rendszer, amely 1968-ig működött, utána szakigazgatási szervvé alakult. Az 1989-es rendszerváltást követően Vaskúton is megalakult a község önkormányzata.
A lakosság tájékoztatása céljából 1999-ben a Polgármesteri Hivatal Vaskúti hírharang néven helyi újságot indított, amelyet minden család térítésmentesen kézhez kap. Eredetileg havi (plusz alkalmi) megjelenést terveztek, amely szerint 1999-ben tíz szám meg is jelent. Ezt további 15 szám követte: az utolsó 2005. március 24-i dátummal jelent meg, és hírül adta, hogy a képviselő-testület 2005. február 24-i hatállyal feloszlott. Az újonnan felálló képviselő-testület a helyi újság megjelentetését továbbra is szükségesnek tartotta, de nevét Vaskúti hírekre változtatták: 19. száma 2011 közepén jelent meg. Terjesztése változatlan feltételek mellett, minden család számára ingyenesen történik. A képviselő-testület nyilvános ülésein a bajai televízió közvetítésével virtuálisan jelen lehet a lakosság.

## Közélete

### Polgármesterei
- 1990–1994: Vámos Ferenc (MDF)[10]
- 1994–1998: Dr. Vámos Ferenc (független)[11]
- 1998–2002: Matheisz János (független)[12]
- 2002–2005: Matheisz János (független)[13]
- 2005–2006: Alszegi Zoltán (független)[14]
- 2006–2010: Alszegi Zoltán (független)[15]
- 2010–2014: Alszegi Zoltán (független)[16]
- 2014–2019: Alszegi Zoltán (független)[17]
- 2019–2024: Alszegi Zoltán (független)[18]
- 2024– : Alszegi Zoltán (független)[1]

A településen a 2002. október 20-án megtartott önkormányzati választás érdekessége volt, hogy az országos átlagot jóval meghaladó számú, összesen 7 polgármesterjelölt indult. Ilyen nagy számú jelöltre abban az évben az egész országban csak 24 település lakói szavazhattak, ennél több (8 vagy 10) aspiránsra pedig hét másik településen volt példa.
2005. április 24-én Vaskúton időközi polgármester-választást (és képviselő-testületi választást) kellett tartani, mert az előző képviselő-testület néhány hónappal korábban feloszlatta magát. A választás eredményeképpen 11 képviselőt választottak, a polgármester pedig Alszegi Zoltán helybeli lakos lett. A képviselő-testület – részben saját soraiból – öt bizottságot hozott létre.

## Gazdaság
A falusi életmódnak megfelelően az emberek nagyobb része növénytermesztéssel, állattenyésztéssel foglalkozott. A mezőgazdaság kollektivizálásának első lépéseként 1949 szeptemberében a Viharsarokból idekerült 11 parasztcsalád alapította meg Dózsa néven a hármas típusú termelőszövetkezeti csoportot. Egyes típusú szövetkezeti csoportok is alakultak.
1951-re a Tsz szervezés befejeződött, a falu szövetkezeti község lett. A csoportok nemzetiség szerint alakultak meg.
- A Kossuth tsz a Vaskúton maradt németeket tömörítette.
- A Búzakalász és Egyetértés csoportba a székelyek tartoztak.
- A Haladó Parasztok nevű csoportot a bennszülött magyarok hozták létre.
- A Szabad Föld, az Előre és az Új Barázda nevű tsz-eket a felvidékiek alapították.
- Ezen kívül léteztek még a Keleti fény, a Vaskúti Dolgozók, a Szabadság, a Micsurin, az Új Tavasz és a Hunyadi egyes típusú termelőszövetkezeti csoportok is, amelyek 1953-ban az akkor hármas típusúvá változott Kossuth Tsz-hez csatlakoztak.

A termelést egy gépállomás segítette, amely 1951. február 25-én alakult 12 körmös Hoffer-traktorral, és 1963-ig működött.
Az 1956-os forradalom idején a vaskúti Tsz-ek is felbomlottak, majd 1959-ben újra szerveződtek. Kilenc kettes típusú, ún. bolgár mintájú szövetkezet alakult a faluban, ezek azonban csak nagyon rövid ideig létezhettek: 1960-ban csatlakoztak valamelyik hármas típusú Tsz-hez. Így a mezőgazdaságból élők 92%-a került a szocialista szektorba. 1968. december 17-én az addigi három Tsz (Kossuth, Petőfi és Dózsa) 713 taggal megalakította a Bácska Mezőgazdasági Termelőszövetkezetet. Az eredeti munkaegység rendszerről 1973-ban tértek át a havi készpénz fizetésre. A Tsz a községben saját élelmiszer- és zöldségüzletet is üzemeltetett. Eredményesen gazdálkodtak, így a saját fejlesztésen túl a község teljes egészét érintő munkákat is tudták anyagilag támogatni. 1989-ben a központi épületük mellett nagy rendezvénytermet építettek, ami azóta is folyamatosan helyet ad a nagyobb községi rendezvényeknek, báloknak, lakodalmaknak is. A rendszerváltás során, 1990 decemberében részvénytársasággá alakult, ami sok munkahely megszűnésével járt: megjelent a faluban a korábban ismeretlen munkanélküliség.
A mezőgazdasági termelés másik lehetősége az 1947-ben létrehozott Vaskúti Állami Gazdaság volt. Itt azok dolgoztak, akiknek nem volt földjük. Állandó vagy idénymunkára lehetett munkát vállalni. Vaskút határában nagy területeken folyt szőlő termelés is, a Vaskúti kadarka széles körben ismert bor volt. Ennek az ágazatnak országosan jelentős üzeme volt az 1954-57 között épített Vaskúti borkombinát, amelyet a rendszerváltozást követően felszámoltak.
A község iparosai is kénytelenek voltak szövetkezeti útra lépni: 1950-ben megalakították a Kisipari Termelőszövetkezetet (KTSZ), amely 1990-ig létezett. Az asztalosok, lakatosok és kőművesek a helyi igényeken túl távolabbi vidékeken is vállaltak munkát.
Felvásárlásra és értékesítésre 1954-ben alakult a Vaskúti Földműves Szövetkezet, amely élelmiszer, ruházati és vas-műszaki boltokat is üzemeltetett. 1976-ban egyesült a Baja és Vidéke Általános Fogyasztási Szövetkezettel.

### Infrastruktúra
Az addigi pumpás közkutak kiváltására 1960-ban a községben kiépült a vezetékes vízhálózat. Mivel a helyi víz minősége nem volt megfelelő, a község 1981-ben csatlakozott a Dávodi Vízműhöz. A családi házakba is fokozatosan bekerült a víz, amely lehetővé tette a kornak megfelelő, összkomfortos berendezkedést. A faluban szennyvízcsatorna nincsen. A megoldás 2004. óta napirenden van, és mára odáig jutott, hogy várhatóan 2013-ban készülnek el a köztéri munkák.
1989-ben a telefon-, 1992-ben a vezetékes gáz-, 2003-ban a kábeltévé hálózat épült ki, melyet a családok 70-80%-a vesz igénybe.
A községben az 1980-as években helyileg szervezték meg a szemétszállítást; a településnek egy időben saját kukásautója is volt. A 2000-es évek elején – helyi népszavazást követően – Vaskút határában épült meg a Felső-Bácskai Hulladékgazdálkodási Kft. kezelésében a Regionális hulladékkezelő telep, ahova 29 község kommunális hulladéka bekerül, és ott szakszerűen válogatják, feldolgozzák, tárolják. A községben 9 helyen szelektív hulladékgyűjtő szigetek is elhelyezésre kerültek.
A temetőben 1965-ben ravatalozó épült; ezután a halottak magánháznál történő ravatalozása megszűnt. A 2006-ban bejegyzett Vaskút Községért közalapítvány első feladatként a ravatalozó felújítását tűzte ki célul, amely néhány év alatt megtörtént.

## Községi rendezvények

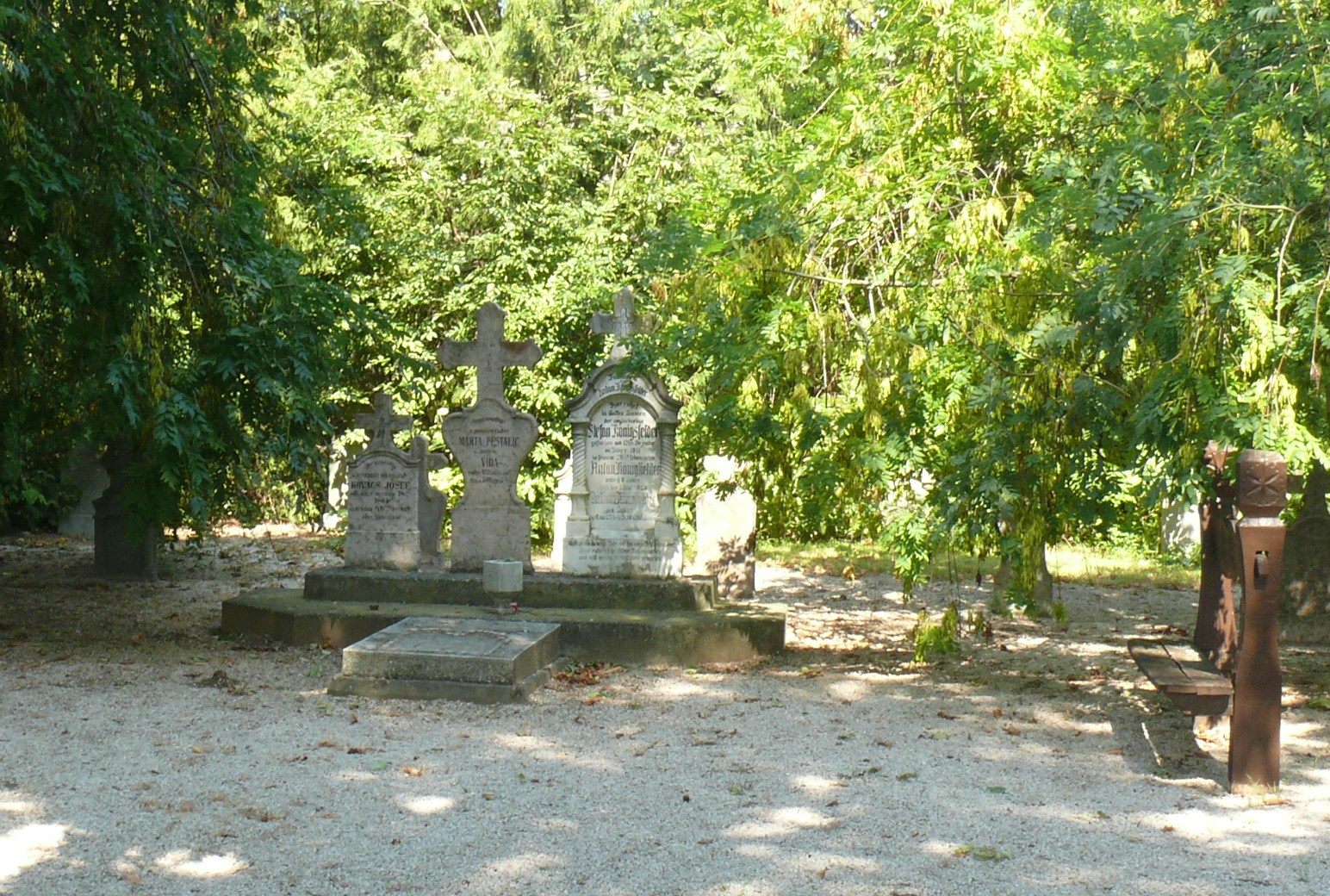
Az 1992-ben létesített sírkert, egy-egy régi, magyar, bunyevác és német (balról jobbra) kereszttel

1992-ben a németek Vaskútra településének 250. évfordulójára ünnepség sorozattal emlékezett a falu, egyúttal a Németországi Mutlangen és Türkheim településekkel kölcsönösen testvérvárosi kapcsolatot létesítettek. A temetőben az elhagyott, régi keresztekből egy sírkertet hoztak létre, melynek központjában egy-egy régi magyar, bunyevác és német sírkő áll. Előttük fekszik a temetőben talált legrégebbi, jó állapotban lévő rózsaszínű márványlap, amelyen az 1830-ban elhunyt Anna Mari Wegelein neve olvasható, aki még a németországi Laufenburgban született. Két neves német vaskúti – Anton Kraul és Paul Flach – szülőházán emléktáblát helyeztek el. A Polgármesteri Hivatallal átellenben a betelepülésre vonatkozó, kétnyelvű emléktáblát állítottak fel.
Az országos Millenniumi ünnepségek keretében Vaskúton 2000. június 11-én Hermann János államtitkár adta át a Millenniumi zászlót. Fábri Géza, akkori iskolaigazgató megzenésítette Szűcs Ferenc Ballada a Nemzetfáról c. kórusművét, amely a templomban került előadásra. 2000. augusztus 20-án a község fennállásának 600. évfordulóját ünnepelték meg.
2006-tól július első hétvégéjén Vaskúti Vendégváró Vigasságok néven évente megrendezésre kerül egy rendezvénysorozat, amelyen a testvértelepülések küldöttségei is részt vesznek. Ezen kívül a báli szezonban külön-külön bálokat tartanak a bunyevác, cigány és német kisebbségek és a székelyek is. Utóbbiak 2000 ősze óta bukovinai szülőfalujuk, Fogadjisten hagyományát folytatva Mihály-napi búcsút is tartanak.

## Népesség

### Népcsoportok
A 18. századi betelepülések, betelepítések következtében Vaskút lakossága több nemzetiségű, aminek nyomai a mai napig fennmaradtak, de 1950-ig a három fő nemzetiség elég élesen el is különült egymástól mindenféle tekintetben. 1950 után egyre gyakoribbak lettek a vegyes házasságok, így ma már leginkább a hagyományőrzésben találjuk meg.

#### Bunyevácok
Ha a török időkre is visszagondolunk, akkor időben elsőként a bunyevácokat említhetjük. A délszláv nemzetiségek katolikus és latin betűvel író nagy csoportjának egyike. Dalmáciai eredetűek, és többé-kevésbé megkülönböztetik magukat a horvátoktól. Önálló nemzetiségként való elismertetésük érdekében 2006-ban országosan ezernél több aláírást gyűjtöttek össze, de a magyar országgyűlés szinte egyöntetűen elutasította a kezdeményezést, így hivatalos megfogalmazásban bunyevác-horvátoknak nevezik őket. Lélekszám szerint kezdettől máig a község harmadik nemzetisége: számarányuk az 1880-as 9,1%-ról egyenletesen csökkent az 1941-es 4,6%-ra. Ebből kifolyólag közülük legtöbben anyanyelvükön kívül a németet és a magyart is beszélték. Kisebbségi önkormányzatuk van.

#### Németek (svábok)
A 18. század közepétől kezdve egészen 1946-ig a falu lakosságának túlnyomó és módosabb részét alkották. Részarányuk 1880 és 1941 között 80,3% és 83,8% között változott. Németországban ma is létező nemzetiség a sváb, nálunk mégis van némi pejoratív kicsengése ennek a széles körben – szinte kizárólagosan – használt elnevezésnek. Bár a politika a 19. századtól asszimilációjukat adminisztratív eszközökkel is erősítette, és így a magyar nyelvet elsajátították, még az 1950-es években is előfordult az idősebbek között, aki egyáltalán nem tudott magyarul beszélni. Az 1946-47-es Németországba telepítés után számuk jelentősen lecsökkent. A rendszerváltás után a német identitás erősítésére történtek lépések (ld. Oktatás), és a német kisebbségi önkormányzat kezdettől fogva működik.

#### Magyarok
A községben a magyarok is kezdettől fogva jelen vannak. Számarányuk az 1880-as 10,6%-ról 1941-re 13,6%-ra nőtt. 1945-ig a többségi népcsoporthoz igazodva legtöbb magyar svábul is megtanult. Később ez a hasznos szokás a fiatalok körében már egyre kevésbé fordult elő.
1945-ben Vaskúton megjelent kb. 100 bukovinai székely család, akik kikérik maguknak, ha valaki csángónak nevezi őket. A székelyek valójában is magyarok, ezért etnikai megkülönböztetésük nem indokolt, és a legritkább esetben fordul elő. Ezért nem is lehet kisebbségi önkormányzatuk: hagyományaikat a Vaskúti Székelyek Egyesülete keretében ápolják.
Még kevésbé különíthetők el a Felvidékről 1947-ben Vaskútra költözött magyar családok: 25 helységből 202 család 665 tagja teremtett itt új otthont magának. Egyedül református vallásukban különböznek a többiektől. Hagyományőrző szervezetük neve Rákóczi szövetség.

#### Egyéb etnikumok
A korabeli népszámlálási adatok szerint mindössze egy személy vallotta magát szlováknak, szintén egy szerbnek. Az zsidó vallásúak száma 1820-ban nyolc, 1890-ben 70, ezután 1941-re 14-re csökkent. A II. világháború után már nincsenek a községben. Viszont ma is él itt néhány cigány család: a 2010-es választásokon kisebbségi önkormányzatot is alakítottak.

### A lakosok számának alakulása
Népszámlálási adatok 1870-től állnak rendelkezésre. Eszerint a lakosok száma 1949-ig 4500 és 5300 között fluktuált. Az 1949-es 5086-ról azóta folyamatosan csökken.
| - 1870 4660 - 1880 5101 - 1890 5258 - 1900 5039 - 1910 5196 | - 1920 4594 - 1930 4907 - 1941 4705 - 1949 5086 - 1960 4505 | - 1970 4364 - 1980 4109 - 1990 4027 - 2011 3479 |

A település népességének további változása:
| Lakosok száma | 3371 | 3371 | 3313 | 3307 | 3131 | 3142 | 3102 |
|               | 2013 | 2014 | 2018 | 2021 | 2022 | 2023 | 2024 |

A 2011-es népszámlálás során a lakosok 86,4%-a magyarnak, 0,6% cigánynak, 2,4% horvátnak, 12,9% németnek, 0,3% románnak mondta magát (13,5% nem nyilatkozott; a kettős identitások miatt a végösszeg nagyobb lehet 100%-nál). A vallási megoszlás a következő volt: római katolikus 64,7%, református 3,8%, evangélikus 0,5%, görögkatolikus 0,1%, felekezeten kívüli 8,6% (21,6% nem nyilatkozott).
2022-ben a lakosság 90,7%-a vallotta magát magyarnak, 11,4% németnek, 1,2% horvátnak, 0,9% cigánynak, 0,3% szerbnek, 0,2% románnak, 0,1% szlováknak, 1,5% egyéb, nem hazai nemzetiségűnek (9% nem nyilatkozott; a kettős identitások miatt a végösszeg nagyobb lehet 100%-nál). Vallásuk szerint 44,3% volt római katolikus, 2,3% református, 0,4% evangélikus, 0,2% görög katolikus, 1,1% egyéb keresztény, 1% egyéb katolikus, 13,9% felekezeten kívüli (36,6% nem válaszolt).

## Településszerkezet

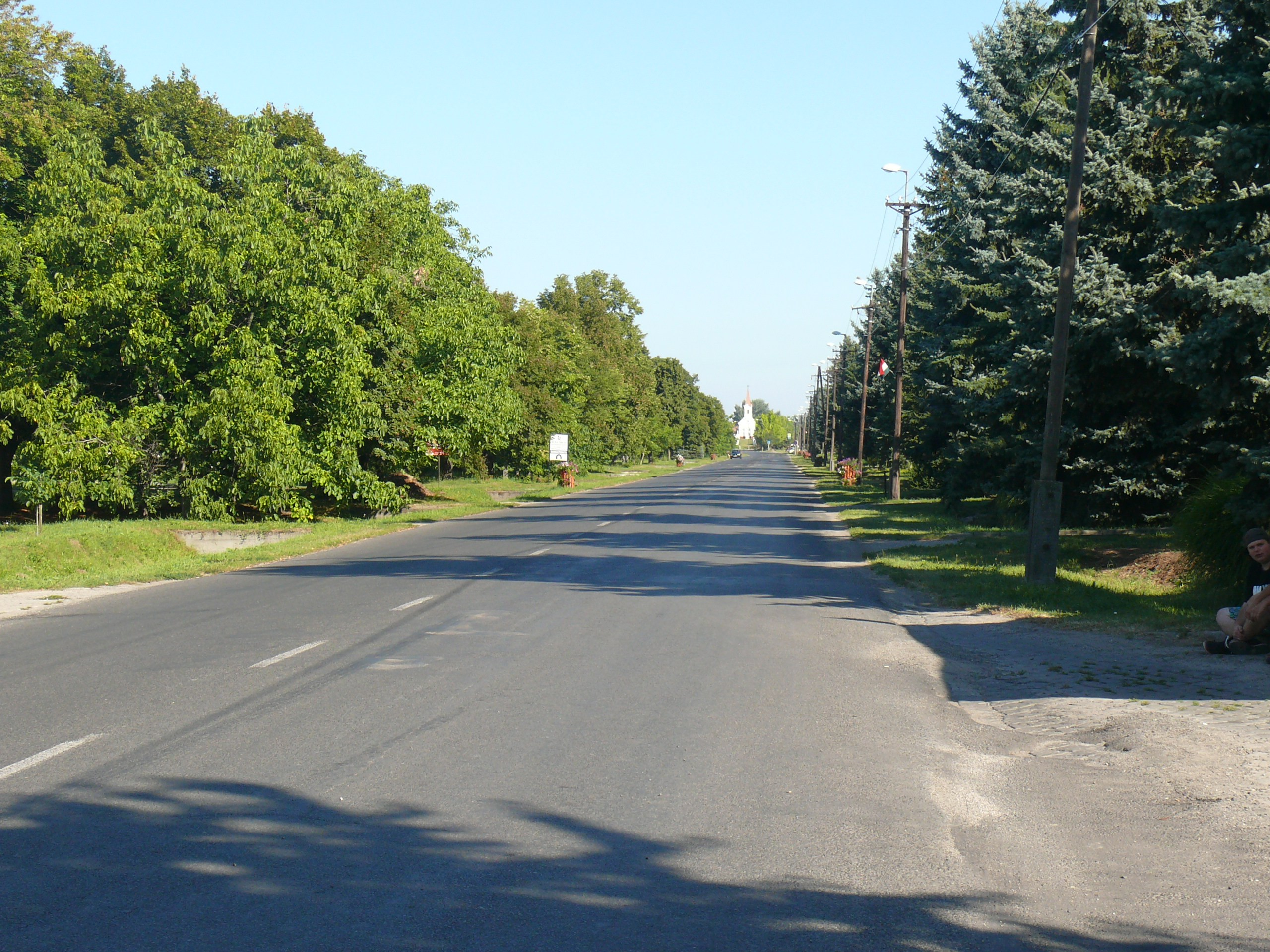
A vaskúti főutca, háttérben a Kálváriával

Vaskút 18. századi utcáit hadmérnökök jelölték ki, amit egyenes vonalvezetésük és szélességük is bizonyít. A falu főutcája – ma Kossuth Lajosról elnevezve, a köznyelvben Nagy utca – az ÉÉNy-DDK irányú Baja-Gara közút része; a legújabb északi irányú terjeszkedés után 2011-ben 2,4 kilométer hosszúságú. Középső részének házsora a falu keleti szélét alkotja: keletebbre házak nincsenek, a község a főutcától nyugatra terül el. Főbb részei:
- északon Kakasvár, 1945 előtt zömmel magyarok és bunyevácok által lakott rész,
- nyugaton, Bátmonostor felé kinyúlva Kismonostor
- délnyugaton a Mohácsi saroknak nevezett falurész.

A községháza, ma Polgármesteri Hivatal a falu főutcájának közepén található. A katolikus és református temető a déli részen, az 1970-es évekig működő malom és a vasútállomás a község keleti szélén helyezkedik el. Bár az utcáknak van nevük (amely időnként változik), de a házaknak folyamatos számozása volt 1-től 1149-ig, amelyet az 1970-es népszámlálás előtt változtattak meg a szokásos utcánkénti számozásra.

## Egyházi építmények története
Vaskúton a lakosság zöme római katolikus vallású volt; ma már, a szocializmus évtizedei után számottevő a meg nem kereszteltek, vallást nem gyakorlók száma. Jelenleg is vannak református vallásúak, valamint 1945 előtt voltak izraeliták is: nekik külön temetőjük van. A kis területű zsidó temető – használaton kívül – ma is létezik, melyet az önkormányzat kegyeleti szempontból nem kíván megszüntetni. A részletesen ismertetésre kerülő építmények a római katolikus egyházhoz tartoznak.

### Templom

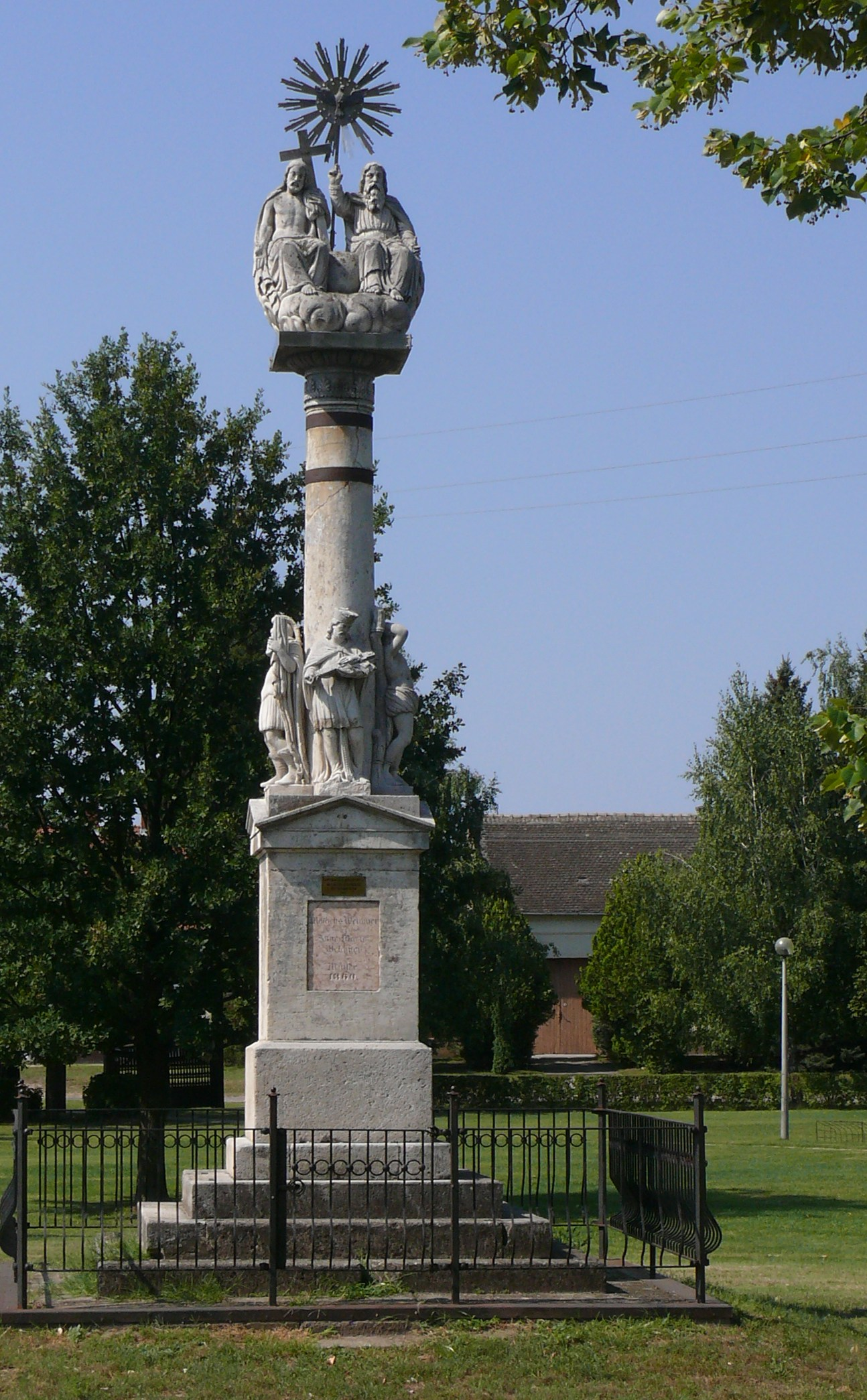
Szentháromság-szobor a templommal szemben

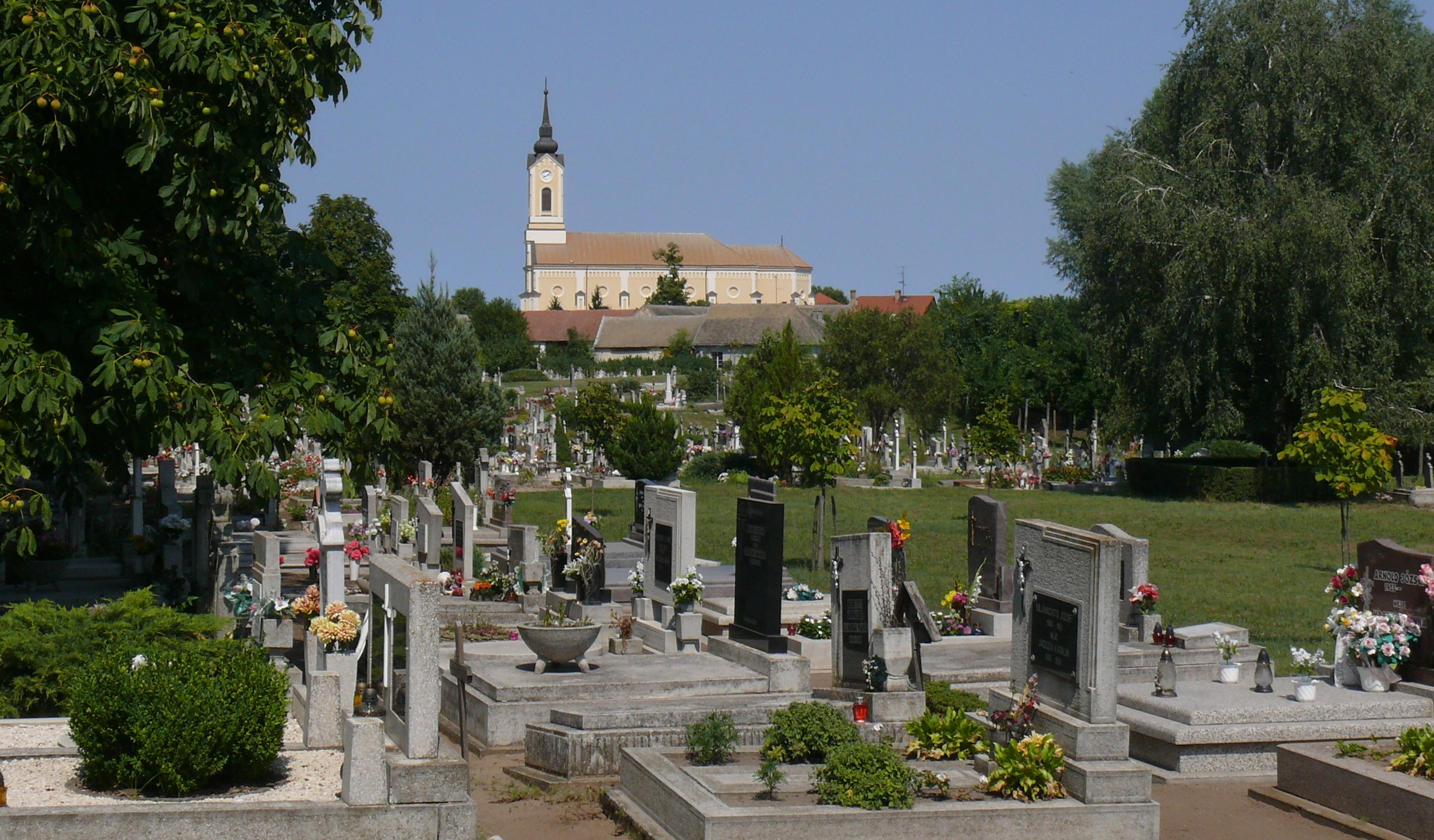
Temetőrészlet háttérben a templommal

Grassalkovich Antal az 1752-es falualapítás után nem sokkal, 1759-ben templom építését is megkezdte. Az alapkövön a következő latin nyelvű kronosztikon olvasható:
CoMes grassaLcoVICh has Ipsae erIgIt aeDes,
qVas soLItrIno DeDicat ILLe Deo
Magyarul: Grassalkovich gróf építtette ezt a templomot és a Szentháromság tiszteletére szentelte.
Hogy a templom építése valóban 1759-ben kezdődött, azt a bajai uradalom pénztárkönyvének ide vonatkozó tételei is bizonyítják. Szintúgy a vaskúti templom részére 98 000 tégla vágása szavából tudható, hogy a templom falai vályogból épültek, részben ezért kellett száz év elteltével újat építeni. A 12 öl hosszú, 4 öl széles, 300 embert befogadó templom 1765-ben készült el teljesen, de misét 1763-tól tarthattak benne. Fabcsics Mihály bajai plébános áldotta meg: mivel a szenteléshez püspöki közreműködés kell, ezért szabatosan és latinul fogalmazva az épület nem lett felszentelve, csak benediktálva. A Szentháromság tiszteletére emelt templomban három oltár volt: a főoltár a Szentháromság, a jobb oldali mellékoltár Szűz Mária, a bal oldali a Szent kereszt tiszteletére lett megáldva, ennek megfelelő festménnyel, illetve szobrokkal. A templomnak kis kórusa, és négyregiszteres orgonája volt. A főoltár új festményét 1871. június 4-én, a templom búcsújának napján – ez mindig a Pünkösdöt követő vasárnapon van megtartva – áldotta meg Breinvolk plébános. Josef Kessler, a Bécsi Művészeti Akadémia festője készítette, és ez az oltárkép van jelenleg is. A templomban boltíves kriptákban hét halott talált ideiglenes nyughelyet, köztük az első és harmadik vaskúti plébános. A templom 1877-es lebontásakor a földi maradványokat a temetőben helyezték el.
1875. május 20-án döntött a községi testület az időközben szűkké vált épület lebontásáról, és új templom építéséről, ami 1877 tavaszán kezdődött el Hunyady Antal bajai építész vezetésével. Az első templom alapkövét megőrizve a főoltár mögé beépítették. A 43 600 guldenbe került templomot 1880 búcsúvasárnapján áldotta meg Latinovits Gábor kanonok, aki korábban vaskúti plébános volt. A templombelső freskóit Lohr Károly, a festett üvegablakokat Walter Gedeon készítette, míg a kifestést Greiner Károly végezte 1905-ben. A reneszánsz stílusban épült, 49,25 méter hosszú, 18 méter széles, 11,45 méter belmagasságú, 30 méteres toronnyal rendelkező épület méretével a Kalocsa-Kecskeméti főegyházmegye templomai között előkelő helyet foglal el. A négy oltár közül a főoltár két szoborral Hensch Ignác budapesti szobrász műve. A két mellékoltárt Jakobey Károlynak a megfeszített Krisztust illetve a szeplőtelen fogantatást ábrázoló festményei díszítik. A negyedik oltárt a Lourdes-i Mária tiszteletére állították 1918-ban. A templomban nyolc szobor van, melyek 1905 és 1934 között, magánszemélyek adományozása során kerültek oda. Az orgonát a pécsi Angster orgonagyár készítette: 23 regisztere és 1230 fémsípja van.
A templomot először 1927-ben renoválták, ami a tetőszerkezet és csatorna javítását jelentette. 1930-ban bevezették a villanyt, és három nagy kristálycsillárt szereltek fel. 1934 tavaszán bajai mesterek kívülről tatarozták az épületet, megerősítették a tornyot, aranyozták a keresztet és az óramutatókat. 1939-ben a belső festést újították fel. 1987-ben a templomba fűtést szereltek gázolajkazánnal, később gázüzemre állították át. 1992-ben a toronysisakot teljes egészében lecserélték, de az elromlott óraszerkezetet nem sikerült megjavíttatni. A templom körüli 1,7 ha területű kertet is rendezték: a hatalmasra nőtt akácfák helyére hársfákat és díszbokrokat ültettek, betonjárdákat építettek, később játszóteret is kialakítottak. 1996-ban helybeli vállalkozó a falakat szigetelte és kívül-belül lélegeztető vakolattal burkolta. 1997-ben kezdődik meg a templombelső teljes felújítása: a restaurátori munkát Nemessányi Klára festő-restaurátor vállalta és végezte. 1999-ben a munkálatok tovább folytatásához szükséges pénzeszközök biztosítására létrehozták "A Vaskúti Római Katolikus Templom és Kápolnáért" alapítványt.
Az alapítványt a Kecskeméti Bíróságon 2000. június 16-án jegyezték be közhasznúként. Több sikeres pályázat és a lakossági adományok segítségével 2001-ben folytatódhatott a két évvel korábban félbehagyott munka. A Szendi-Barokk Kft. szerződésben vállalta, hogy a korábbival azonos minőségben elvégzi a hátralévő restaurálási munkákat, ami 2002-ben be is fejeződött. A padok felújításával, szőnyegek, technikai eszközök beszerzésével a belül teljesen felújított, modernizált templom felszentelését 2002. augusztus 19-én Bábel Balázs érsek ünnepi szentmise keretében elvégezte. Hátra volt még a templom külső javítása, festése, amelyet a foktői B.TÉKER Kft végzett el; a külső szentelés szintén Bábel érsek úr által 2005 Szentháromság vasárnapján történt. Ez a kilenc évig tartó teljes felújító munka 45 és fél millió forintba került, amelyből a hívek adománya 15 és fél millió forint volt.

### Kálvária

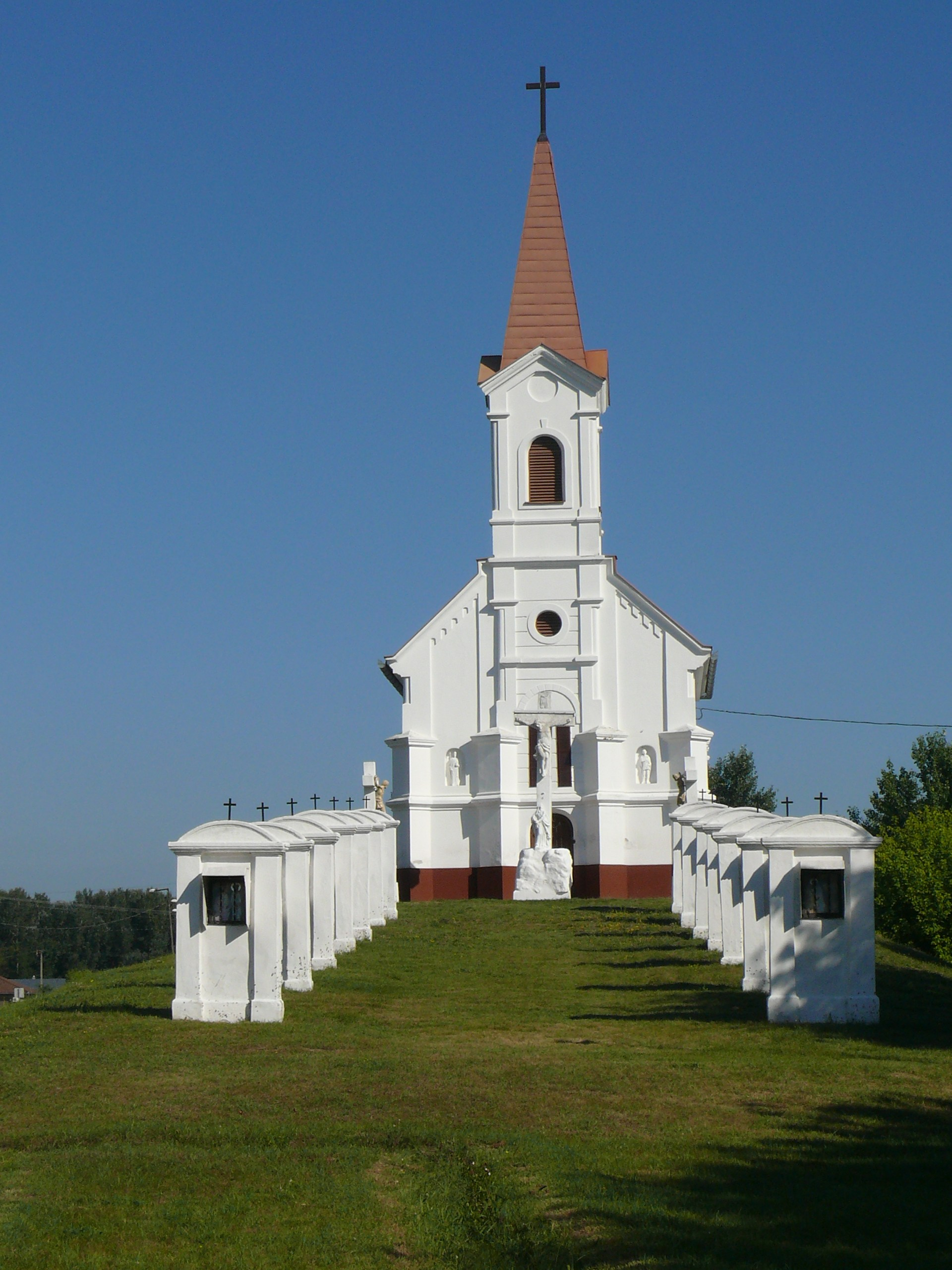
A vaskúti Kálvária (Kápolna 14 stációval)

A kálvária eredeti formájáról, létrehozójáról és létesítésének időpontjáról adat nincsen, de feljegyzés szerint 1793 körül már körmenetet tartottak itt. 1793-ban a falu főutcájának utolsó házaitól mintegy 300 méterre volt, a környék az 1800-as évek elején épült be. A három öl hosszúságú kápolnát Faldum János építette 1824-ben, és Radicsevics Mátyás bajai esperes plébános szentelte fel 1825-ben, a Fájdalmas Anya tiszteletére. A ma is látható tizennégy, kőből épült stáció 1831-ben készült. Markovics Antal plébános és Faldum János egyúttal egy alapítványt is létesített az épület állagának biztosítására. Részben ebből fedezték az 1880-as évek elején végzett nagymérvű átalakítást (vagy teljesen új épület építését?). A felújított kápolnát 1884 nyarán Pilger Ferdinánd plébános áldotta meg. 1924-25 körül helyi adományból renoválták az épületegyüttest. 1996-ban a tetőszerkezetet és a tornyot a korábbival azonos formájúra cserélték le.
1992-ben a bejárat melletti két külső fülkében Szent István és Szent Imre szobrát helyezték el; a stációk képeit Udvardi Erzsébet bajai festőművész készítette, és ugyanő tisztította, felújította 2007-ben. Mivel a Kálvária közvetlenül a közút mellett fekszik, a jelentősen megnövekedett forgalom miatt – a kálváriadomb 2-3 évtizeddel korábbi megerősítése ellenére – az épületben több helyen repedések keletkeztek. A Vaskúti Római Katolikus Templom és Kápolnáért Alapítvány lebonyolította az épület teljes felújítását, megerősítését, egyúttal a berendezést is korszerűsítették. A munkák 2008-2009-ben, a Polgármesteri Hivatal dolgozói és a lakosság összefogásával történtek, de a költségek így is meghaladták az 1,2 millió forintot. A megújult Kálváriát Bábel Balázs érsek szentelte fel 2009. július 4-én.
A Kálvária kápolnájában alkalmilag miséznek. Búcsúja január 23-án, illetve a követő vasárnapon van, amelyet 1950 előtt a falunak ezen a részén még ünnepeltek. A környék valamely lakójának halála esetén azonban ma is megszólal érte a kápolna harangja.
A Kálvária temploma a 14 stációval együtt műemléki védelem alatt áll.

### Temetői kápolna

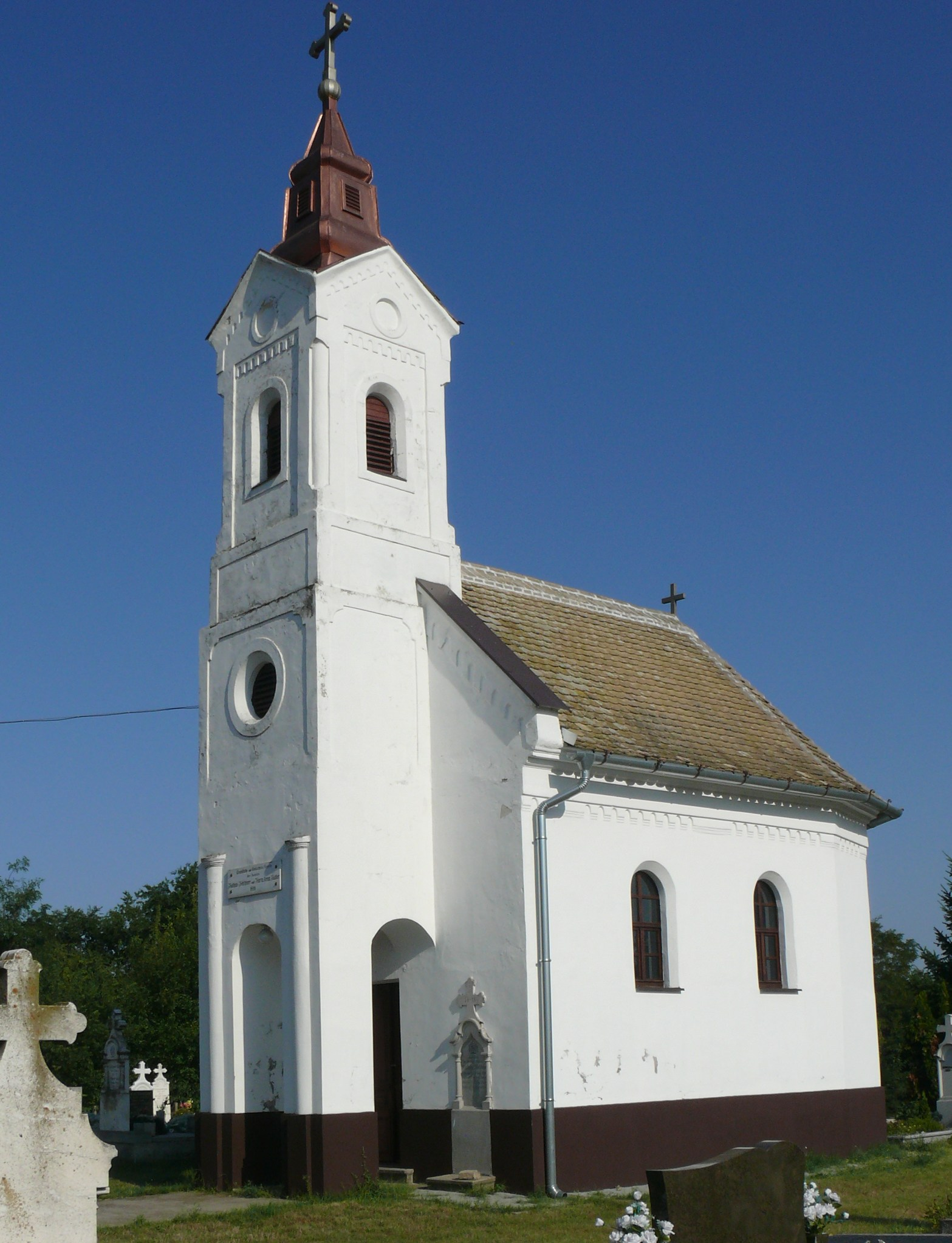
A temetőkápolna

Az eredetileg a római katolikus egyház, majd a rendszerváltást követően a Polgármesteri Hivatal kezelésében álló községi temetőben egy kis kápolna található. Mathias Welchner és felesége, vaskúti lakosok 1899-es adománya a falunak. A házaspár a kápolna alatti kriptában nyugszik.
A Jézus Szíve nevet viselő templomocska száz év alatt meglehetősen rossz állapotba került. Az Alapítvány szervezésében 2008-ban teljesen felújították: mindenki ingyen dolgozott, a 472 ezer forintnyi anyagköltség közel 80%-a adakozás útján jött össze. Az előtte álló feszület keresztjét a vaskúti Nuszpl Ferenc kőfaragó készítette, mert a korábbi nem volt javítható.
A felújított kápolnát a Vaskútról származó, jelenleg a Győri Papnevelő Intézet tanára, Hrotkó Géza kanonok szentelte fel 2008. július 6-án. A kápolna Jézus Szíve ünnepén és Mindenszentek napján van nyitva, de harangját a temetéseken megkongatják.

### Plébánia
A vaskúti katolikusok 1772-ig a bajai plébániához tartoztak: a német, magyar és szlovák nemzetiségűek a német-magyar paphoz, a bunyevácok a Ferences szerzetesekhez. Ez elég megterhelő volt, de 1772. január 25-én Németh János személyében hivatalba lépett az első vaskúti plébános. 2011-ig huszonöten vezették a parókiát. Az első plébánia épületet 1774. szeptember 13-án szentelte fel Kurta Mihály hajósi plébános. A kis épülethez a kor falusi szokása szerint ló- és tehénistálló, nagy kert is tartozott. Az eredetileg nádtetős épületet – ahol 1822-ben tűzeset is volt – 1907-ben bontották le, és helyére a ma is álló modern, tágas plébániát építették fel. Az építkezést Schwerer Ferenc plébános szervezte, melyhez saját vagyonából 8000 aranykoronával járult hozzá.

### Harangok
- Szent József-harang

A község első harangja, 1 center és 20 pfund tömegű. 1760 körül került a templom tornyába. A templom 1876 őszén történt lebontása után az új harangokat készítő öntödének átadták.
- Szenthároms-harang (első)

Az 1781. május 5-én a tornyot ért szerencsés kimenetelű villámcsapás után – senki nem sérült meg, tűz nem, csak kisebb kár keletkezett – ugyanazon esztendő szeptember 17-én Palma Károly Ferenc segédpüspök több bajai és helyi előkelőség jelenlétében két új, az elsőnél nagyobb harangot szentelt fel: közülük ez a legnagyobb, 4 center és 16 pfund tömegű. A templom 1876 őszén történt lebontásakor a Kálvária kápolna tornyába került. Az I. világháború során hadi célra lefoglalták és elszállították.
- Szent Donát harang

A 2 center 18 pfund tömegű harangot az időjárás szentjéről nevezték el. A templom 1876 őszén történt lebontásakor a nagy Szentháromság haranggal együtt a Kálvária kápolna tornyába került. Az I. világháború során hadi célra lefoglalták és elszállították.
- Lélekharang

A 60 pfund tömegű harangot 1802-ben öntötte Pesti Éberhart Henrik latin nyelvű felirattal. 1803 és 1810 között került a nagytemplom tornyába. Nagyházi Sándor plébánosságának ideje alatt (1986-1992) a Kálváriához került, ma is ott található.
Az 1880-ban felszentelt új templomba négy új harang került:
- Mátyás harang

A Matthias Welchner és felesége felajánlásából 2300 guldenért vásárolt legnagyobb harang az adományozó neve után Mátyás apostol tiszteletére lett szentelve. Az I. világháború során hadi célra lefoglalták és elszállították.
- Szentháromság harang (második)

Az 1134 gulden értékű harangot a Szentháromság tiszteletére szentelték. Mivel az árát részben a Weiland Markovics Antal plébános, később kalocsai székesegyházi kanonok által korábban létrehozott alapítvány adta, Markovics harangnak is nevezték. Ez nem került hadi lefoglalásra, de komoly sérülése miatt 1937-ben újra kellett önteni: a munkát a soproni Seltenhofer Fiai cég végezte. A harangon német nyelvű felirat van, száma 5799. Jelenleg a nagytemplom tornyában van.
- Mária harang

663 guldenbe került. Községi felajánlásból készült. Az I. világháború során hadi célra lefoglalták és elszállították.
- József harang (kisharang)

A községi felajánlásból készült harang ára 248 és fél gulden volt. Az I. világháború során hadi célra lefoglalták és elszállították.
Az I. világháború idején a Szentháromság harang kivételével az összeset hadi célra lefoglalták, és 1916-17-ben elszállították. A háború után 1924-ben került sor három új harang beszerzésére. A Karácsonykor történt harangavatásról a Sonntagsblatt 1925. január 11-i száma is hírt adott.
- Erzsébet-harang

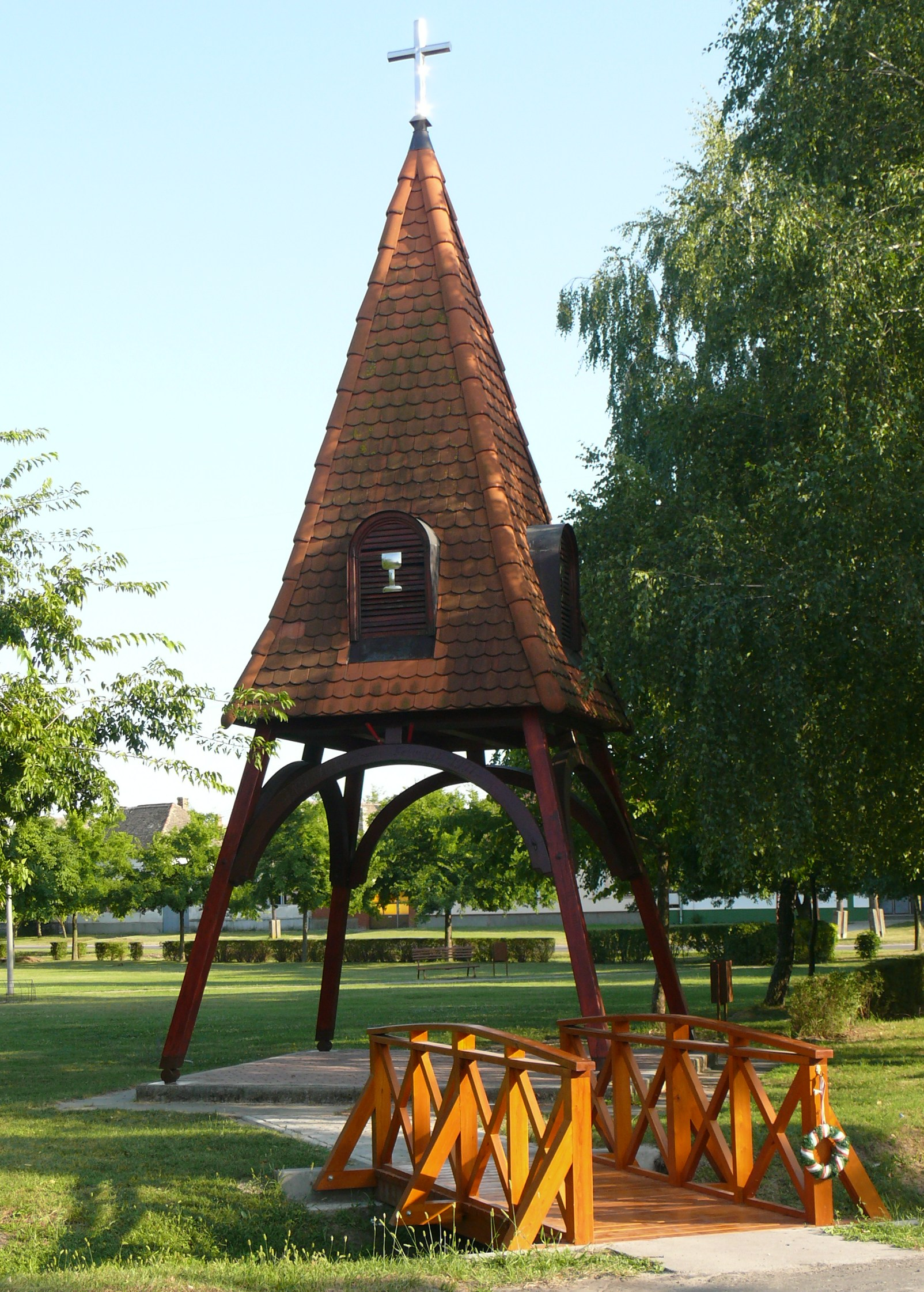
A Felvidékről betelepült lakosok által felállított harangláb a Templomkert északnyugati sarkán

A 950 kilogrammos nagyharang a soproni Seltenhofer Fiai harangöntödében készült, száma 4515. Égi István helyi lakos adományozta felesége, Regaisz Erzsébet emlékére, és három vagon búzát fizetett érte. Az adományozók neve után Szent István és Szent Erzsébet tiszteletére szentelték fel. Jelenleg a nagytemplom tornyában van.
- Harmadik harang

A 227 kilogrammos harang az egyházközség felajánlására készült a soproni Seltenhofer Fiai harangöntő gyárban. Jelenleg a nagytemplom tornyában van.
- Szent Vendel-harang

A Szent Vendel tiszteletére szentelt 99 kg-os harang az egyházközség felajánlására készült a soproni Seltenhofer Fiai harangöntő gyárban. Jelenleg a nagytemplom tornyában van.
- A Kálvária-kápolna tornyába 1922-ben egy 25 kilogrammos harangot szereltek fel, amelyet Zick György ajánlott fel. Készítésének adatai nem ismertek, felirata nincs. Ma is a helyén van.[39]
- A temető kápolnájának tornyába egy 48 kilogrammos harang került, Rosina Kindl adományaként, 1924-ben. A soproni Seltenhofer Fiai harangöntőgyárban készült, száma 4546. Ma is ott van, temetéseken használják.[39]
- A református templom harangja

Készült a magyar állam és a vaskúti református hívek adományából. Az egyházközség fennállásának 3., az Úrnak 1949. esztendejében. Öntötte Szlezák László aranykoszorús harangöntő mester Budapesten, száma 5111.
- Rákóczi-harang

A templomkertben, Vaskútra településük 50. évfordulója alkalmából a felvidéki lakosok leszármazottai egy haranglábat állítottak, benne haranggal. Öntötte Gombos Miklós harangöntő mester, Őrbottyán, 2003. A harangot Felvidékről származó lakosok halála alkalmából kondítják meg.

## Oktatás

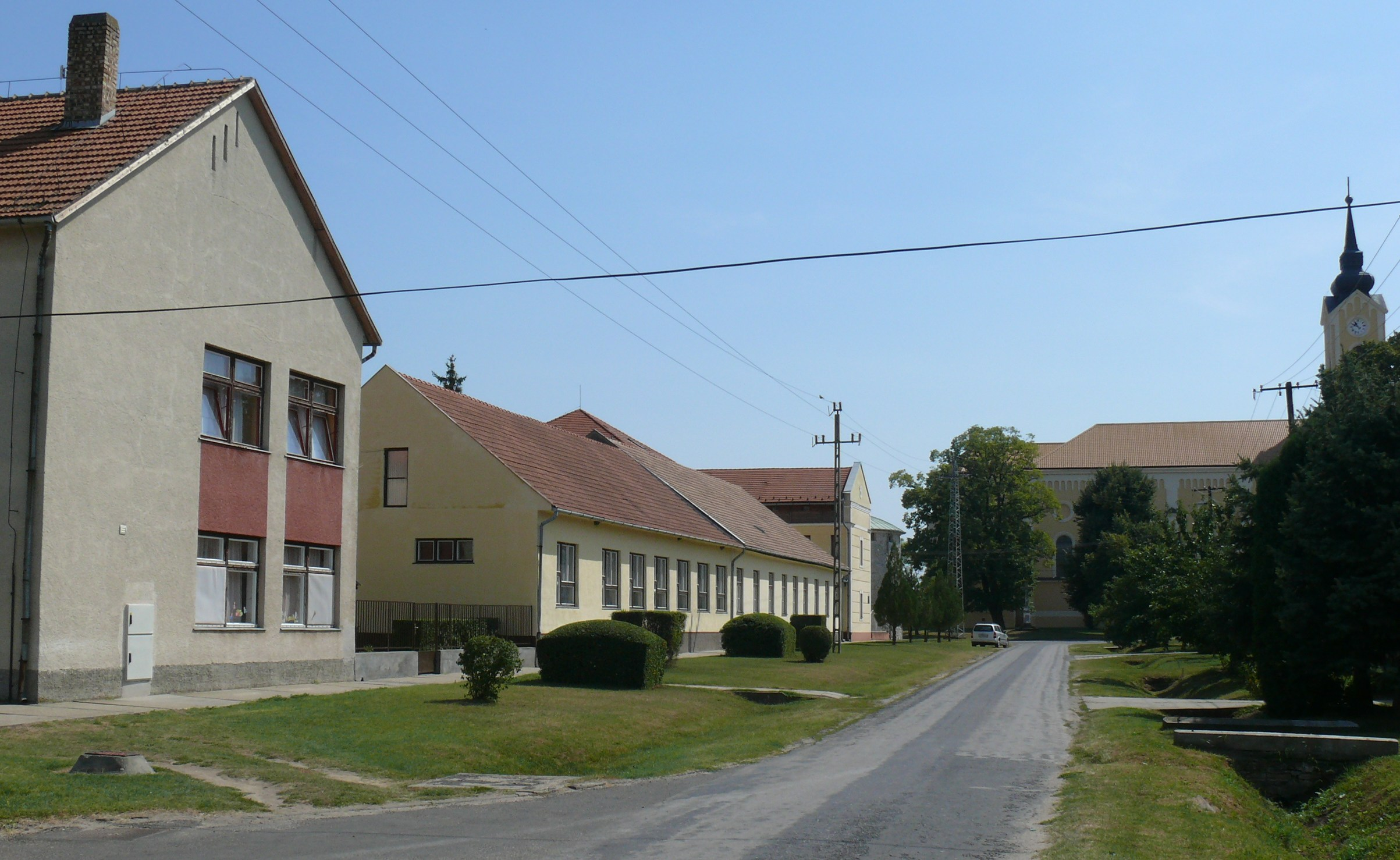
A vaskúti központi iskola
Előtérben az 1979-es épület nyugati homlokzata, utána az 1975-ös bővítés, utána az 1885-ös régi épület megmaradt fele, végül az 1997-ben épült komplexum nyugati homlokzata látszik

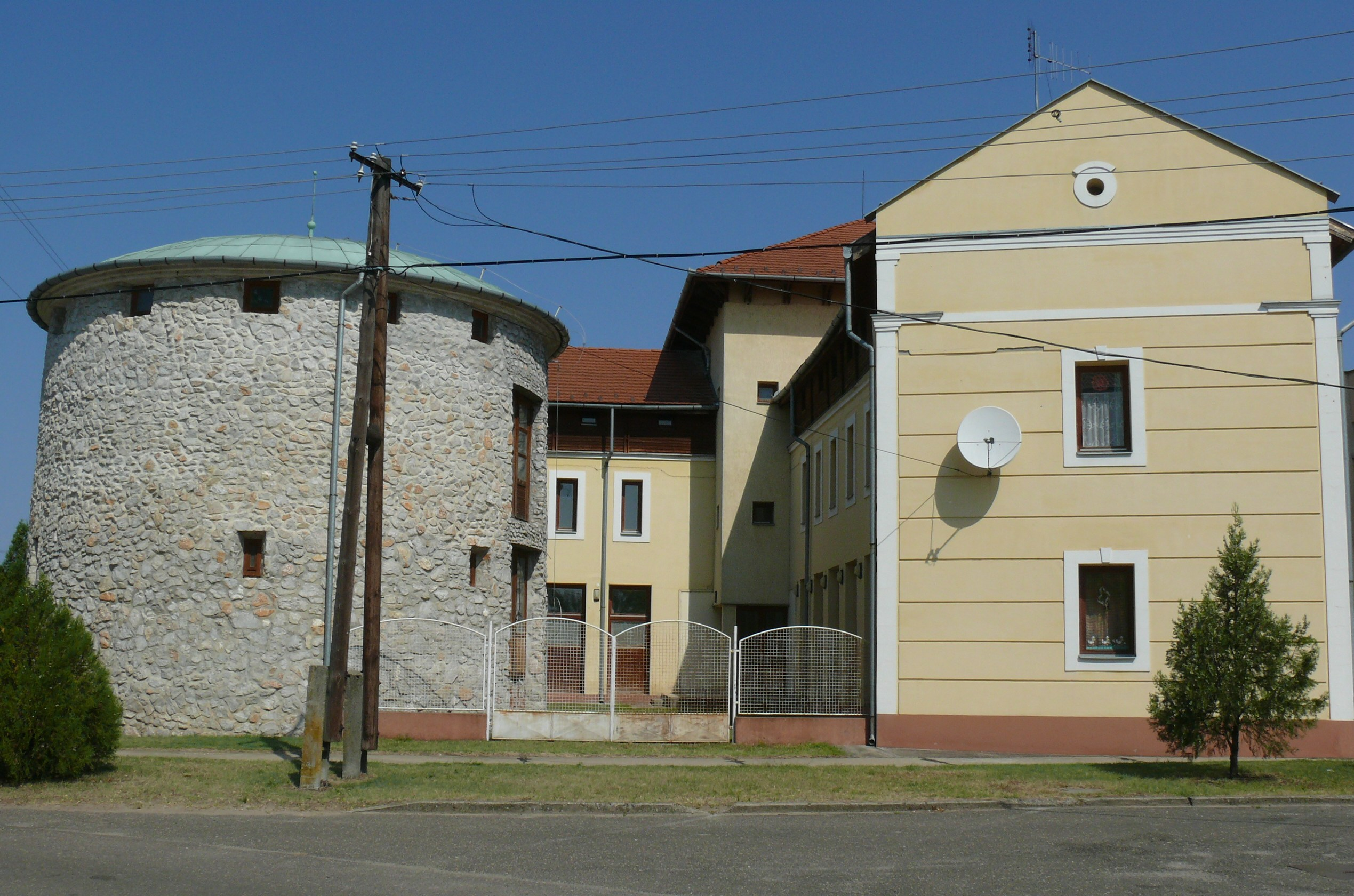
A vaskúti központi iskola 1997-ben épült része déli irányból

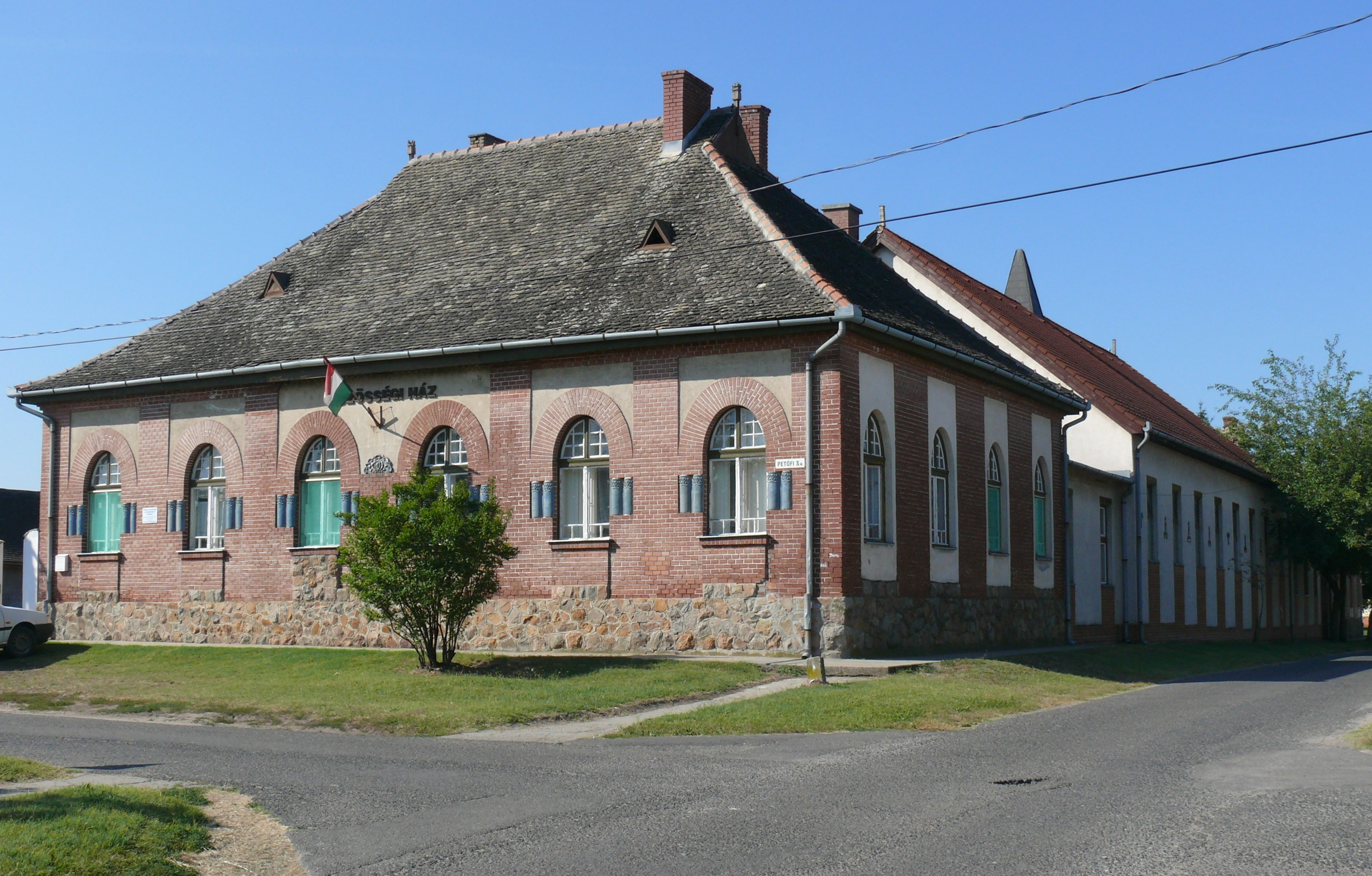
A vaskúti Piros Iskola (ma Közösségi Ház) Petőfi (kis) utcai épülete. Tovább a hasonló stílusban 1993-ban épült tornacsarnok északi oldala látszik

Az alsó szintű oktatás 1762-ben kezdődött, az első nem német gyerekek tanítója – egy személyben kántor és jegyző – Varga József volt, az első német tanító Wofgang Schaub. 1776-ban épült fel a templom mellett az iskolaépület, amely a kántortanító szolgálati lakását is magába foglalta. A római katolikus népiskolában hat osztályos oktatás folyt. A népesség, így a gyerekek száma is rohamosan nőtt, ezért 1829-ben egy, 1873-ban újabb két tanteremmel bővítették az iskolát. 1838-ban már három tanítója volt a falunak. 1885-ben az utoljára épített két tanterem kivételével az épületet lebontották, és helyére új négy tantermes iskolát építettek tanítói lakásokkal. A további létszámnövekedés és a falu terjeszkedése miatt 1910-ben a falu északi részén a ma Piros iskolának nevezett új épület létesült két tanteremmel és két tanítói lakással. Ez az iskola két egyforma épületből állt: az egyik a Kis utcára nézett (ma Petőfi u.), a másik a Rác utcára (ma Damjanich u.), a két épületnek nagy, közös udvara van.
1902-ig a gyerekeket anyanyelvükön tanították. Ekkor miniszteri utasítás írta elő, hogy az iskola elvégzését követően minden tanuló jól tudjon írni-olvasni magyar nyelven. 1907-ben az Apponyi-féle oktatási törvény tovább lépett: a tanítási nyelv magyar lett, az anyanyelvet heti 2–3 órában tantárgyként oktatták. 1935-ben ismét változott a tanrend: az első három osztályban anyanyelvükön, a 4–6. osztályban magyarul tanultak a gyerekek, évfolyamonként külön tanteremben, délelőtt 8-tól 12-ig, és délután 2-től 4-ig. A tanulói létszám igényelte, hogy a központi és a Piros iskolán kívül még két helyen, a Rác utcában és az Ürge utcában (ma Széchenyi utca) is tantermeket alakítsanak ki. Ez az állapot 1910-től az 1970-es évekig állt fenn. Miután a két nagyobb iskolát 1975-ben bővítették, a rossz állapotú Széchenyi utcai épületben, két évvel később a Damjanich utcaiban is megszűnt a tanítás. Ez utóbbi még néhány évig napközi otthonként és iskolai konyha-ebédlőként működött. 1979-ben az iskola melletti, nagy területű sarki telket a községi tanács kisajátította, és ott egy kétszintes, hat tantermes új épületet létesítettek. A korábbi helyen felszabaduló helyiségek két szaktanterem berendezésére is lehetőséget adtak. 1980-ban a helyi Bácska Mgtsz tevékeny közreműködésével az iskola területén felépült egy, az egész község igényét kielégítő sportcsarnok; egy évvel később ugyanott egy sportuszodát is átadtak megfelelő időbeosztással iskolai és lakossági használatra, amely 2005-től műszaki okok miatt nem működik.
1993. január 1-jétől a két iskolaépület szervezetileg külön vált: a piros iskolában német testvérvárosi segítséggel a szolgálati lakások tanteremmé alakítása és új, tágas tornaterem kialakítása után a német nyelv tanítására szakosodtak. A nagy iskolát is korszerűsítették: a még meglévő, 100 évnél régebbi épület déli felének helyén új, emeletes, tetőtér beépítéses rész épült, amelyet 1997-ben adtak át rendeltetésének: ez a 20 éves, nagy hagyományokkal rendelkező zeneiskolai tagozat szárnya lett. Az 1998/99-es tanévtől kezdve modern számítástechnikai terem is a tanulók rendelkezésére áll, ami néhány éve interneteléréssel is rendelkezik. Az alapfokú művészeti iskola helyi fenntartását az önkormányzat nem tudta tovább vállalni, 2007 szeptemberétől a bajai Danubia Alapfokú Művészetoktatási Intézmény vaskúti kihelyezett tagozataként működik.
1999. augusztus 1-jével a két iskolát, a két óvodát és a községi könyvtárat Általános Művelődési Központ név alatt összevonták. A könyvtár a Kultúrházból az iskola új szárnyába került: tagja az általános Iskola minden tanulója, és a község bármely lakosa.
A Piros iskola épületét 2005 óta Közösségi Házként hasznosítják, ahol a civil szervezetek, klubok találkozói, a tornacsarnokban a nagyobb helyet igénylő összejövetelek megtarthatók.

## Kultúra, művelődés, sport
A községben az 1950-es években színjátszó csoport működött. A Kultúrházban az 1953-ban épített szabadtéri színpadot A trubadúr előadásával avatták fel. A csoport vidéken is vendégszerepelt több alkalommal. A kultúrház régi épületét lebontották, és helyén új épület készült, amelyben zenés presszó és klubhelyiség nyílt: 1971-ben adták át a lakosságnak. A falu főutcáján egy tájházat is berendeztek, ami 1986-ig működött. Helyén új épületet emeltek, ahol 1989-ben modern Egészségházat létesítettek. Itt kapott helyet a község két általános orvosi és fogorvosi rendelője, gyermekorvosi rendelő és a nővérszolgálat.
A községben az '50-es években két mozi is várta a látogatókat. A Vaskúti Állami Gazdaság mozija addig létezett, amíg nem egyesítették a Bajai Állami Gazdasággal. Az előadóteremben a '60-as évek elején a nyilvános tévézés is nagy érdeklődésnek örvendett. A községi filmszínház 1957-ben újult meg. Ekkortól rögzített, felhajtható székek, négy páholy és erkély, büfé, valamint a szükséges műszaki berendezések biztosították a kornak megfelelő filmes szórakozást. Az igények megváltozásával a filmvetítés néhány évig szünetelt, majd 1999-ben újra indult a Művelődési ház előadótermében, de néhány év óta a községben mozi nem működik.
A nők munkába állásával szükségessé vált az óvodás kor alatti gyerekek napi elhelyezése: 1951-ben bölcsődét hoztak létre a faluban, amely 1989-ig működött.
A községben két óvoda működik: az alsóban még 1952-ben építettek a gyerekek számára fürdőmedencét. A Damjanich utcai (felső) óvodát 1969-ben építették újjá.
A községben az 1940-es évek elején megalakított Vaskúti Sportegylet tevékenysége a labdarúgásra szorítkozott, és ez a tendencia megmaradt évtizedeken keresztül. A pályát a falu délnyugati szélén, két kapuval ellátott füves terület jelentette; 1954-ben a vasútállomás mellett létesült egy bekerített új sportpálya öltözőkkel, jegyárusító helyiséggel. Ekkor alakult meg a Vaskúti Traktor Sportkör, melynek neve 1958-tól Vaskúti Medoszra, később Bácska Sportkörre, 1993-ban Bácska Sportegyesületre változott. A vaskúti futballisták 1978-ig a Megyei I. osztályban játszottak, ott ifi és serdülő csoportban bajnoki címeket is szereztek. 1978-tól majd' 25 éven át a Megyei II. osztályban hasonlóan szerepeltek a község csapatai. A felnőtt csapatnak ez idő alatt két 3. helyezést sikerült elérni, míg az ifik és serdülők többször voltak bajnokok és ezüstérmesek. Vaskút csapata a 2009-10-es szezonban a Megyei III. osztály déli csoportjában játszott. A következő évben a Bajai LSE klubhoz csatlakoztak, de a 2011-12-es idényben visszatértek a III. osztályba Vaskút Bácska SE néven.

## Szociális ellátás

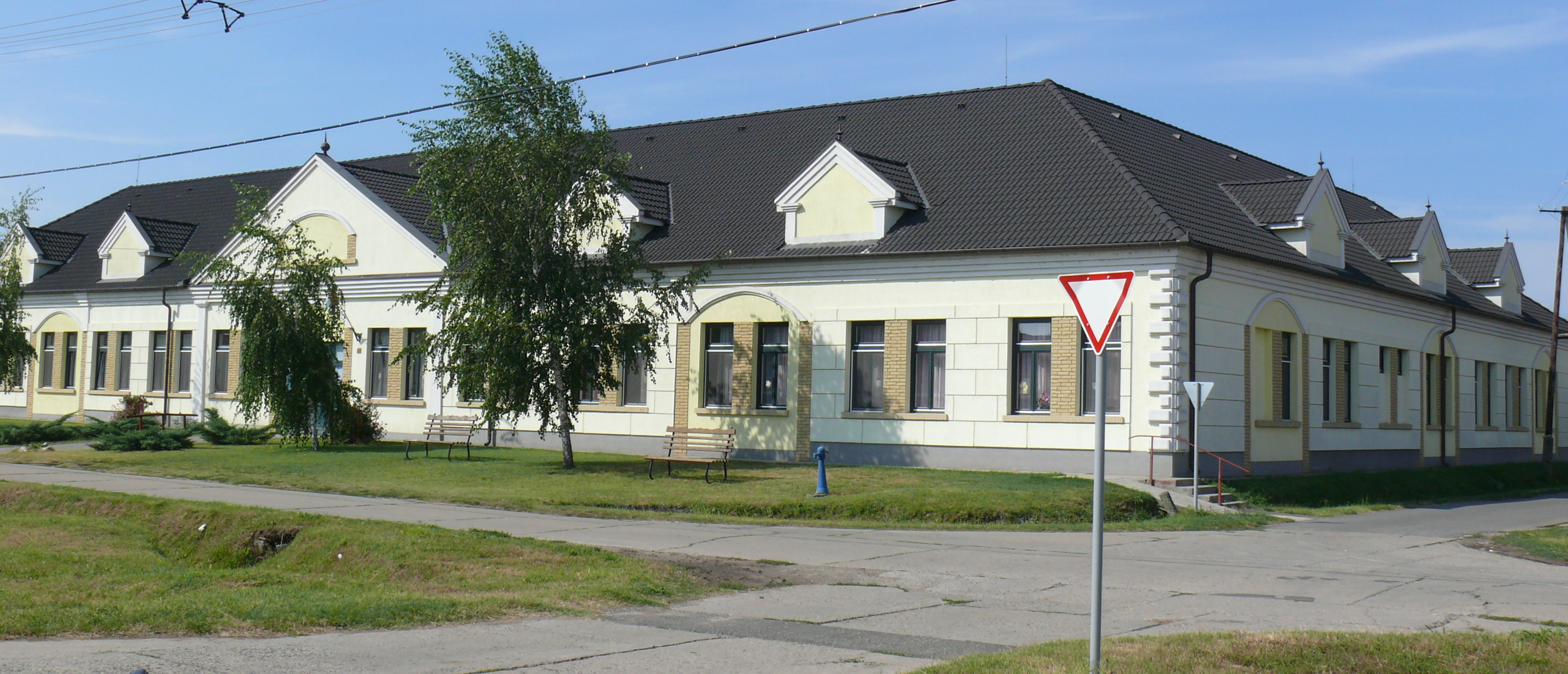
A 2004-ben átadott Idősek Otthona

A korábbi bölcsőde helyén – mivel a három év alatti kisgyerekek elhelyezésére nem volt már szükség – 1991-ben kialakították az Idősek Otthonát, ahol tíz idős ember elhelyezése, gondozása volt biztosítva. Később a Damjanich utca 75. alatti telken új Idősek Otthona építéséről döntött a község vezetése. Az 50 személyes modern létesítményt 2004 elején adták át rendeltetésének. Nemcsak helyi idős emberek elhelyezésére van lehetőség, de a környékről is többen jöttek ide.
A saját házukban lakó, egyedül élő idős emberek ellátását, gondozását a régi, de felújított főutcai helyen működő Magyar Kolping Szövetség helyi szervezete biztosítja, ahol a napközbeni tartózkodás, tartalmas kikapcsolódás is klubszerű keretek között biztosítva van.

## Civil szervezetek

### Bejegyzett egyesületek
- 1978-ban német hagyományőrző néptánccsoport alakult, amely 1993-ban átalakult a Német Hagyományőrző Egyesületté.
- Kraul Antal fúvós egyesület – Az előbbi néptáncosok zenei kíséretére 1984-ben alakult fúvós zenekar tíz évvel később egyesületté alakult, és felvette Kraul Antal karnagy, zeneszerző nevét. Szakmai tudásukat a községen, országhatáron túl Ausztriában és Németországban is bemutatták már.
- Szent Imre Ifjúsági Ének- és Zeneegyesület – vallási énekkel, zenével foglalkozik.
- A majd' 100 éves múltra visszatekintő Önkéntes Tűzoltó Egyesület pár éves szünet után 1999-ben szerveződött újjá. Tűzoltás, műszaki mentés és katasztrófa elhárítás a feladatuk, amelyhez eszközökkel is rendelkeznek.
- 2005-ben alakult meg a Vaskúti Székelyek Egyesülete, amelynek elődje a Mihályi Pál által az 1990-es években megalakított Vaskúti Székelykör volt.
- A községben Polgárőr Egyesület is működik. 2000-ben alakult, 2001-től közhasznú, célja a közrend biztosításában való közreműködés
- Vaskúti Bácska Sportegyesület
- Diáksport Egyesület
- Dél Bács-Kiskun Megyei Mozgáskorlátozottak Egyesületének vaskúti csoportja
- Vaskúti Bunyevácok Kulturális Egyesülete – 2000-ben alakult a bunyevác hagyományok ápolására. A Kedd Esti Tánckar tulajdonképpen az egyesülethez tartozik.
- Vaskúti Tempo Sport Club női kézilabda csapat
- Vaskúti Kossuth Vadásztársaság – 1953. október 1-jén alakult, és öt község 15 ezer hektárnyi területén gazdálkodik.

### Nem bejegyzett egyesületek
- River-Dance Ír Tánccsoport – 2000-ben alakultak, a táncon kívül az ír és kelta kultúra megismerésére, bemutatására, amelyre helyben és az egész országban már száznál több alkalommal került sor.
- Vaskúti Németek Kulturális Köre (Német Klub) Vaskúti Németek Kulturális Egyesülete

### Klubok, társaságok
- Rákóczi Szövetség Vaskúti Szervezete – Az országos Rákóczi Szövetség 1989-ben, vaskúti helyi csoportja 2001-ben jött létre
- Kedd Esti Tánckar
- Krisztus Szeretete Egyház – Istentiszteleteit a Közösségi Házban tartja hetenként
- Nyugdíjas klub

### Alapítványok
- Vaskúti Óvoda Gyermekeiért Alapítvány – 2000-ben alapították az óvoda és óvodások segítésére
- Vaskúti Általános Iskola Tanulóiért Alapítvány – 1996 óta létezik, célja az iskola tanulóinak tanulmányi és szabadidős támogatása
- Vaskút Községért Közalapítvány – 2006-ban került bejegyzésre, lakossági támogatás és pályázatok segítségével a község fejlődését segíti
- A Vaskúti Római Katolikus Templom és Kápolnáért Alapítvány – 2000-ben bejegyzett közhasznú alapítvány. Az egyházi épületek fenntartásában segít, róluk két kiadványt jelentetett meg.

## Testvértelepülések
- Mutlangen, Németország[44] 1992 júniusa óta
- Türkheim, Németország[45] 1992 júniusa óta
- Gyimesközéplok, Románia 1994 márciusa óta
- Nagypaka, Szlovákia 1999 júniusa óta

A testvértelepülések Vaskút nagyobb rendezvényein képviseltetik magukat. A Polgármesteri Hivatallal szemben, az út mellett egy-egy fát is ültettek, amelyek emléktáblával vannak megjelölve.

## Ismert, Vaskúthoz is kapcsolódó személyek
- Fabijan Peštalić (1845-1909) bunyevác ferences szerzetes: Vaskúton született
- Fejes István (1940–1982) festőművész, grafikus; 1948-tól 1979-ig Vaskúton élt és alkotott
- Ill Márton (1930-2015) csillagász: Vaskúton született
- Klocker Edit úszóbajnok, EB ezüstérmes (1995), olimpikon (1996): felnőtt koráig Vaskúton élt
- Kóródi Mária SZDSZ elnökségi tag, országgyűlési képviselő, 2002-3 között környezetvédelmi és vízügyi miniszter: Vaskúton született
- Kraul Antal (1872-1940) zenész, karmester, zeneszerző: Vaskúton született, és Vaskúton halt meg
- Ivan Palić (1755-1809) vajdasági horvát pap és irodalmár: Vaskúton is végzett lelki tevékenységet
- Grgur Peštalić (1842-1885) bunyevác irodalmár: Vaskúton született
- Némedi Mari (1951–2016) színésznő: Vaskúton született
- Raile Jakab (1894-1949) jezsuita páter: Vaskúton született
- Stefan Raile Szászországban Stefan Schoblocher néven élő kortárs író: Vaskúton született
- Reile Géza (1918-1977) Kecskemét tanácselnöke 1961-től 1973-ig: 1945-től 1954-ig Vaskút jegyzője, majd VB elnöke
- Sallai István (1911-1979) könyvtáros: 1931-1933 között segédtanító volt Vaskúton
- Szentiványi Gábor diplomata, londoni, hágai és stockholmi nagykövet, külügyi szóvivő, helyettes államtitkár, szakállamtitkár: Vaskúton született, kilencéves koráig Kazinczy-díjas tanítónő édesanyjával Vaskúton élt
- Türr Lajos (1846-?) bölcseleti doktor, állami főgimnáziumi tanár: Vaskúton született
- Weinträger Adolf (1927-1987) festőművész: 24 éven át Vaskúton lakott, tanított és alkotott

## Képgaléria

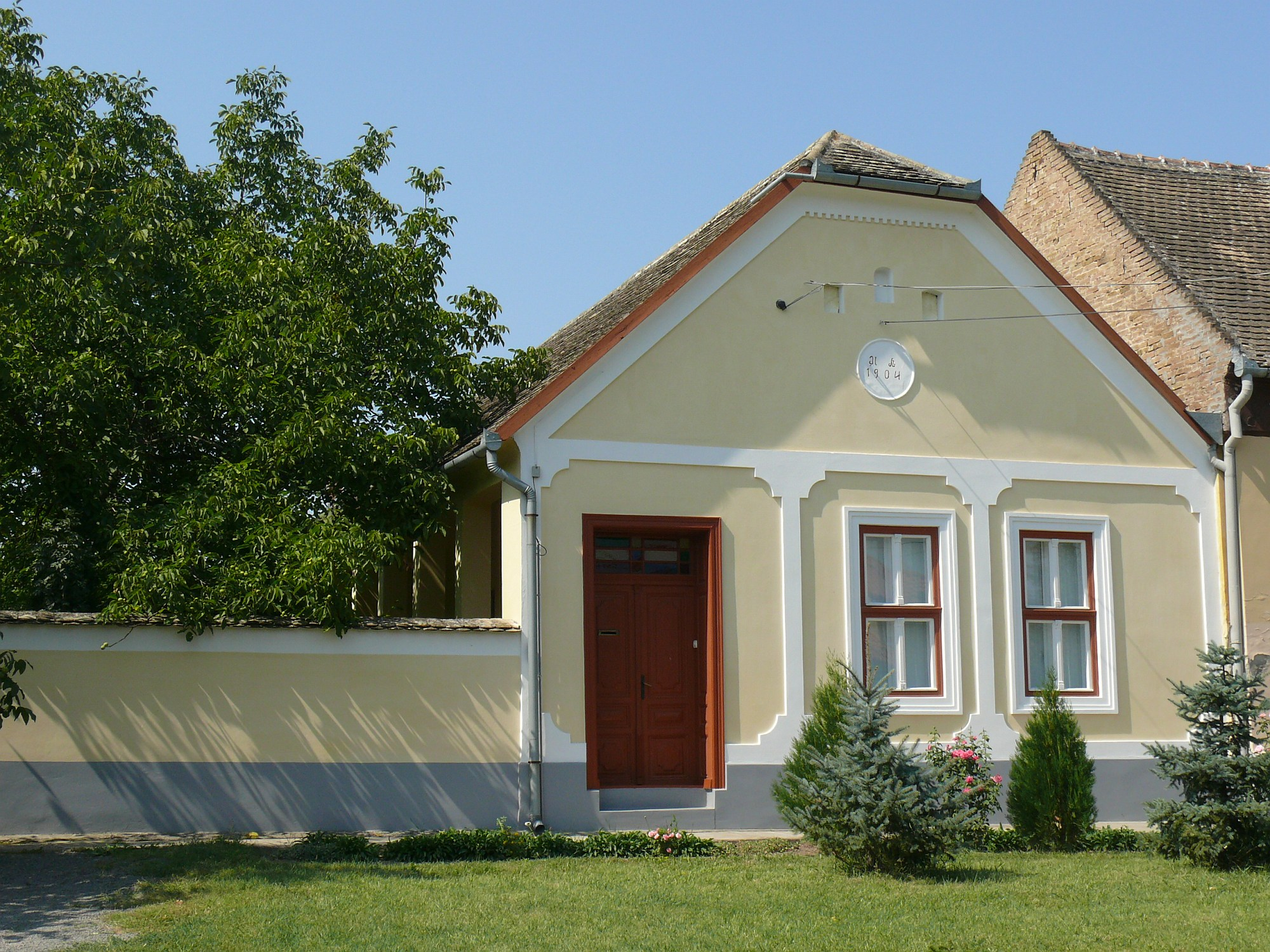
1904-ben épült sváb ház
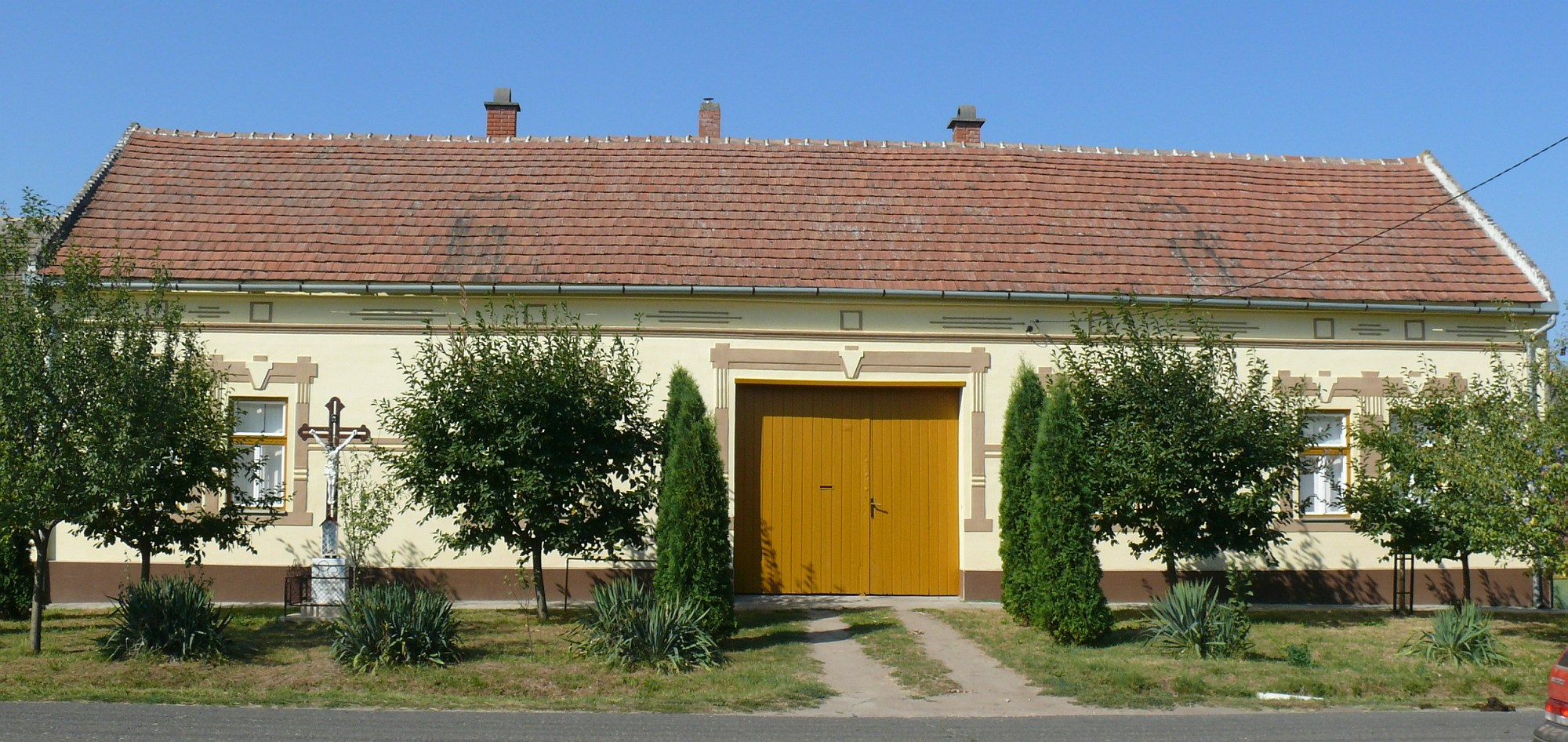
Felújított sváb ház előtte feszülettel, amelyet a jelenlegi tulajdonos készíttetett 2010-ben
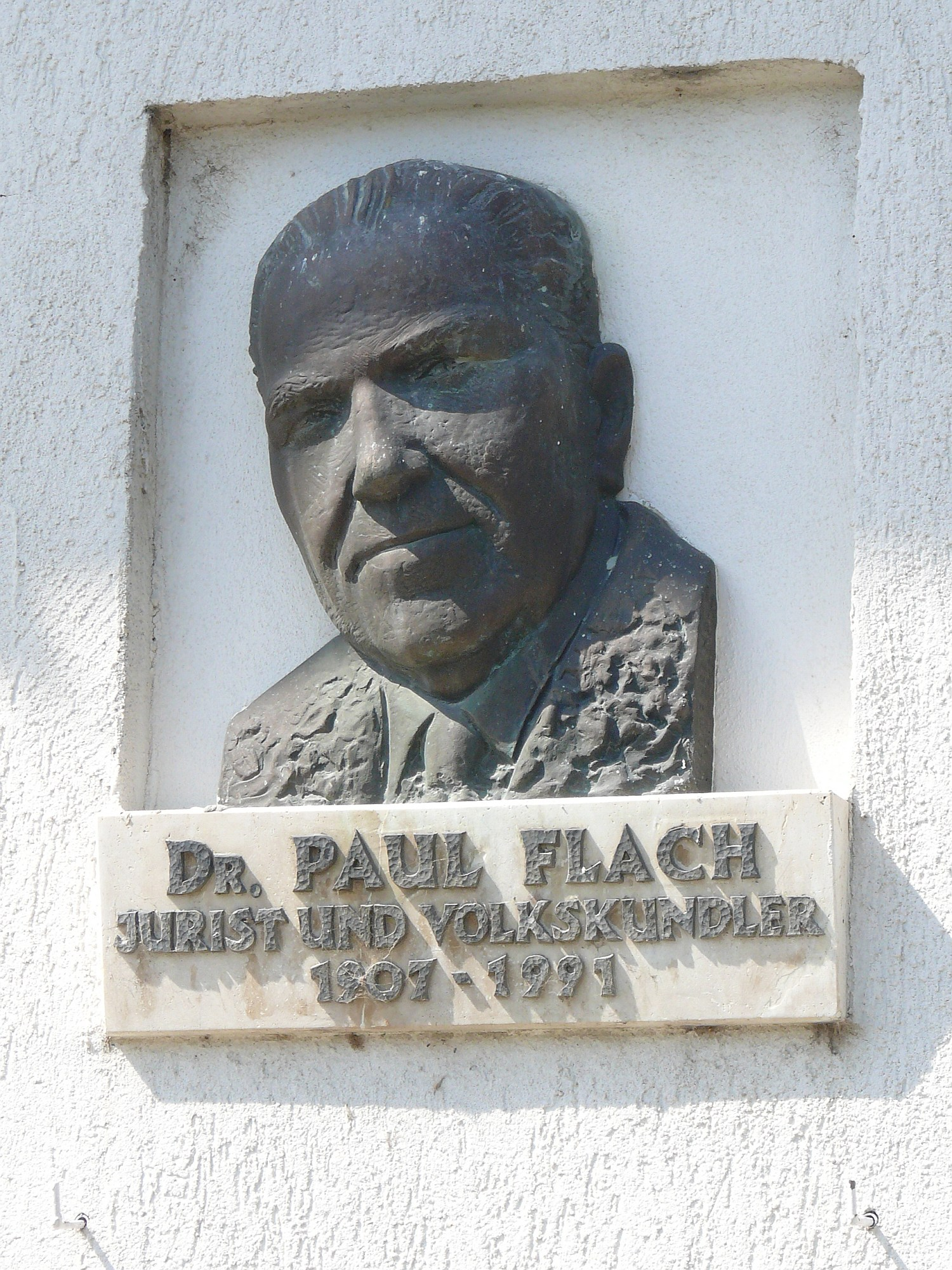
Dr. Paul Flach vaskúti születésű néprajzkutató emléktáblája szülőháza falán
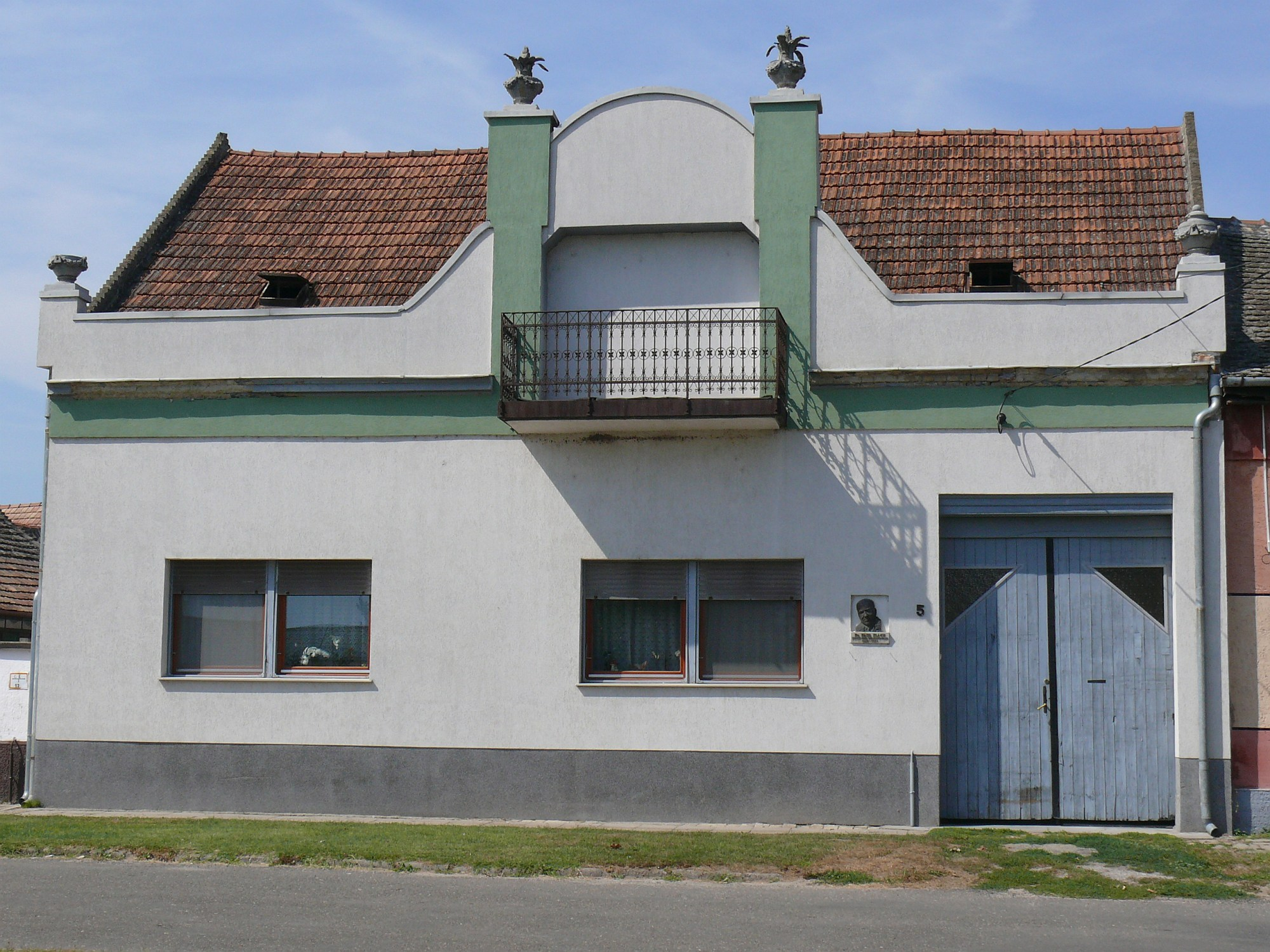
Dr. Paul Flach néprajzkutató szülőháza (az 1945-ös állapothoz képest jelentősen átalakítva)
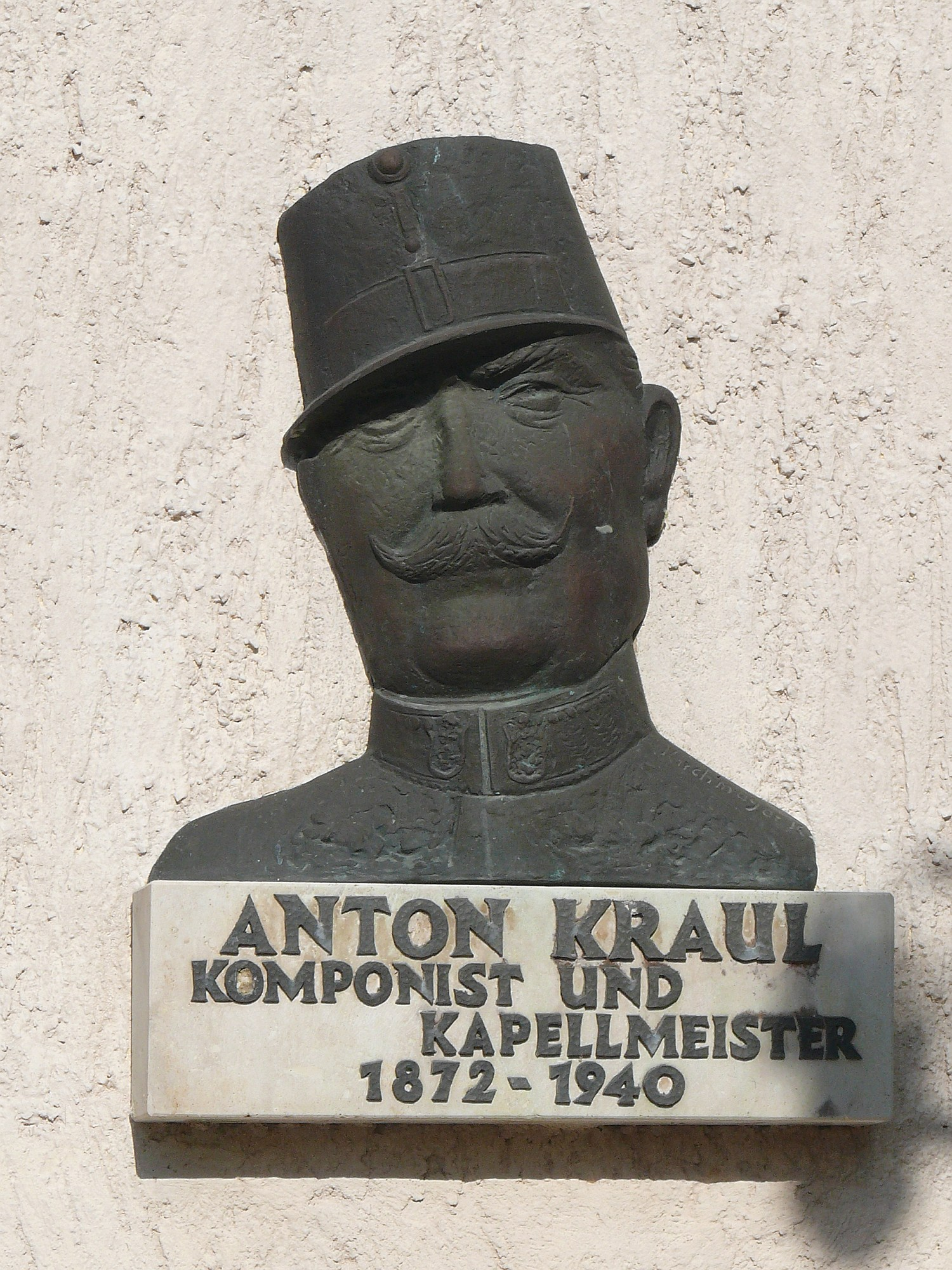
Anton Kraul karmester és zeneszerző emléktáblája szülőházának falán
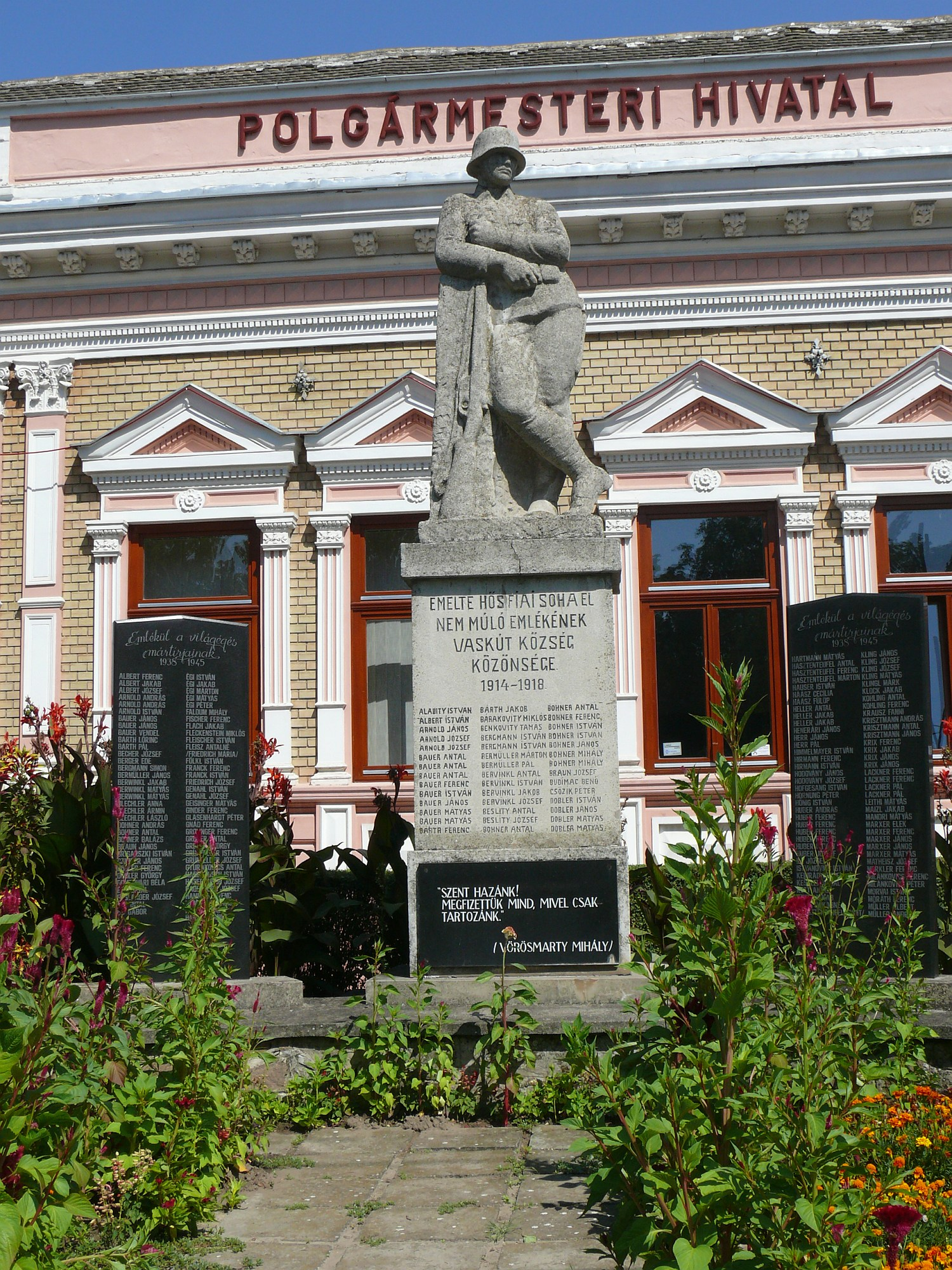
I. és II. világháborús halottak emlékműve Vaskút központjában, a Polgármesteri Hivatal előtt
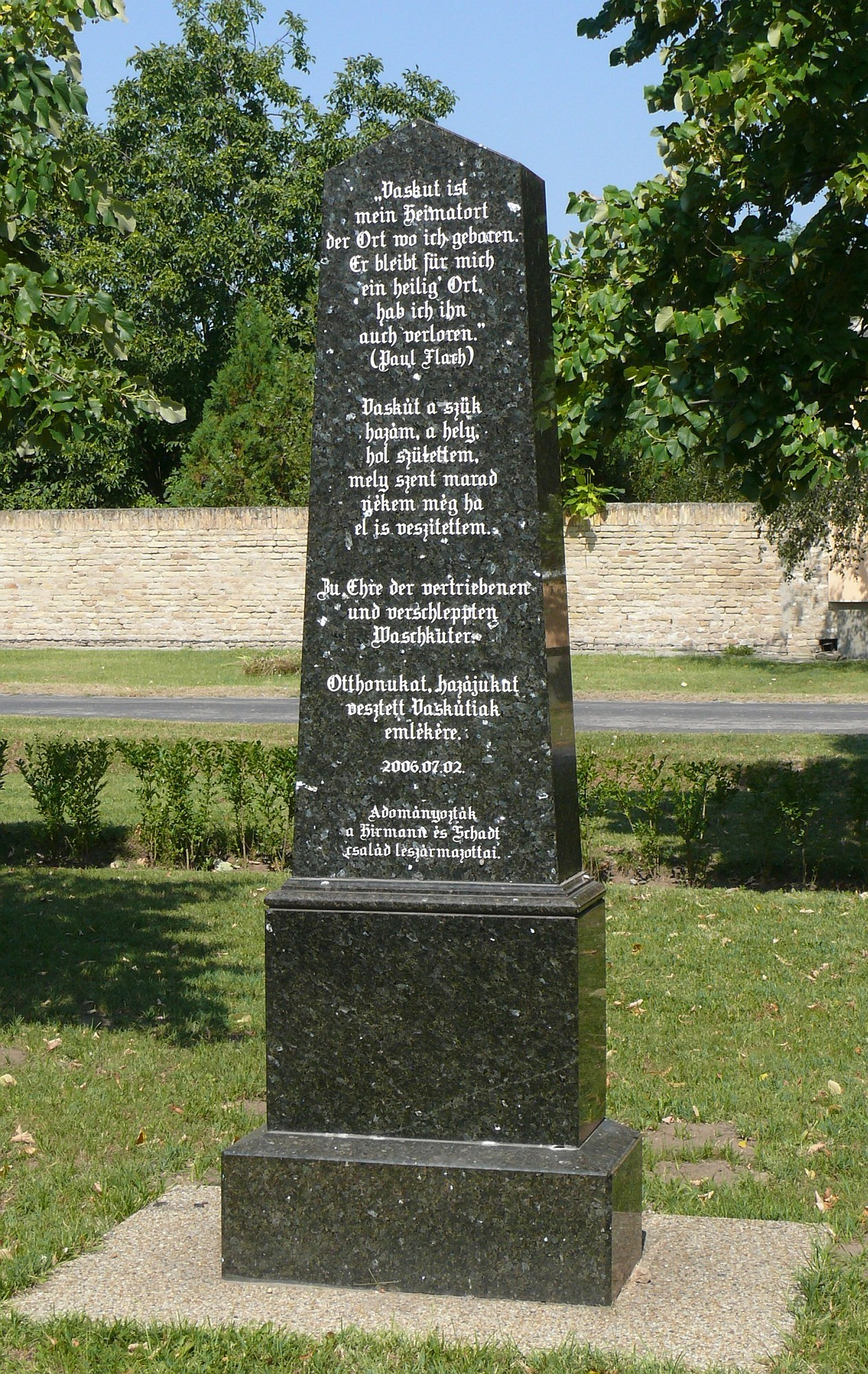
A vaskúti németek kitelepítésének 60. évfordulóján felavatott emlékmű a templomkertben
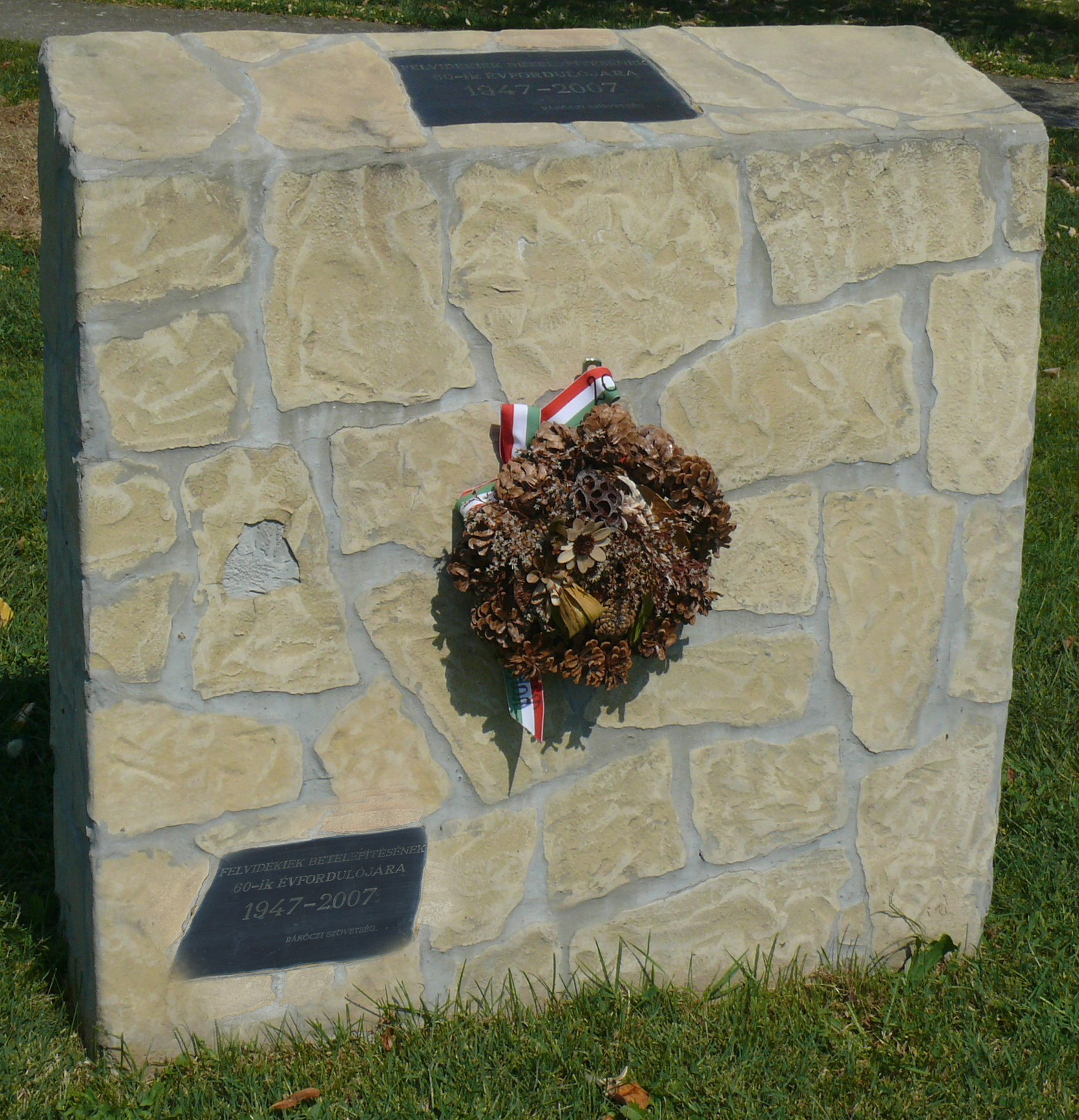
A felvidékiek Vaskútra településének 60. évfordulója alkalmából állított emlékmű a templomkertben
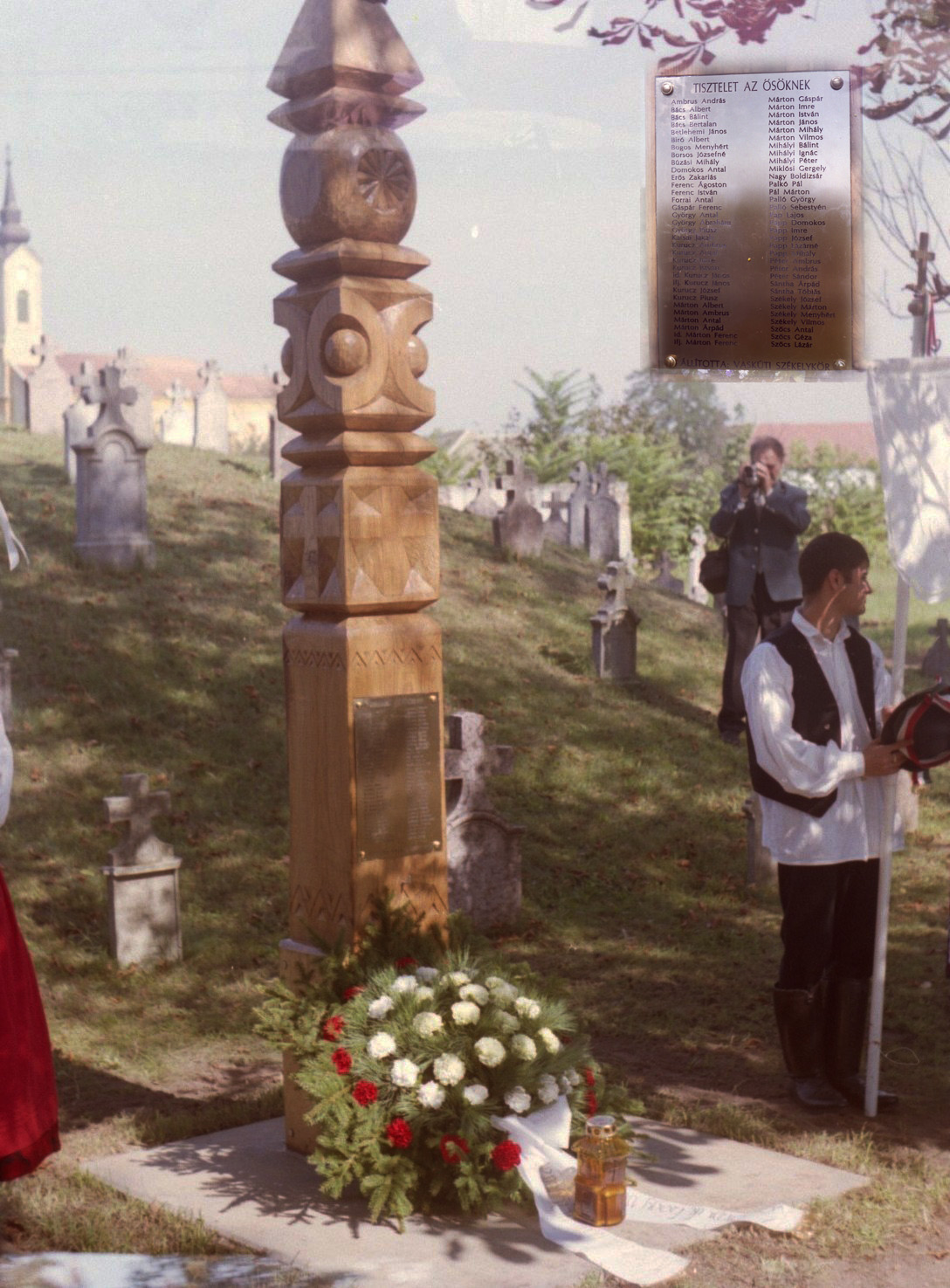
A székelyek által 2001-ben állított kopjafa a temetőben
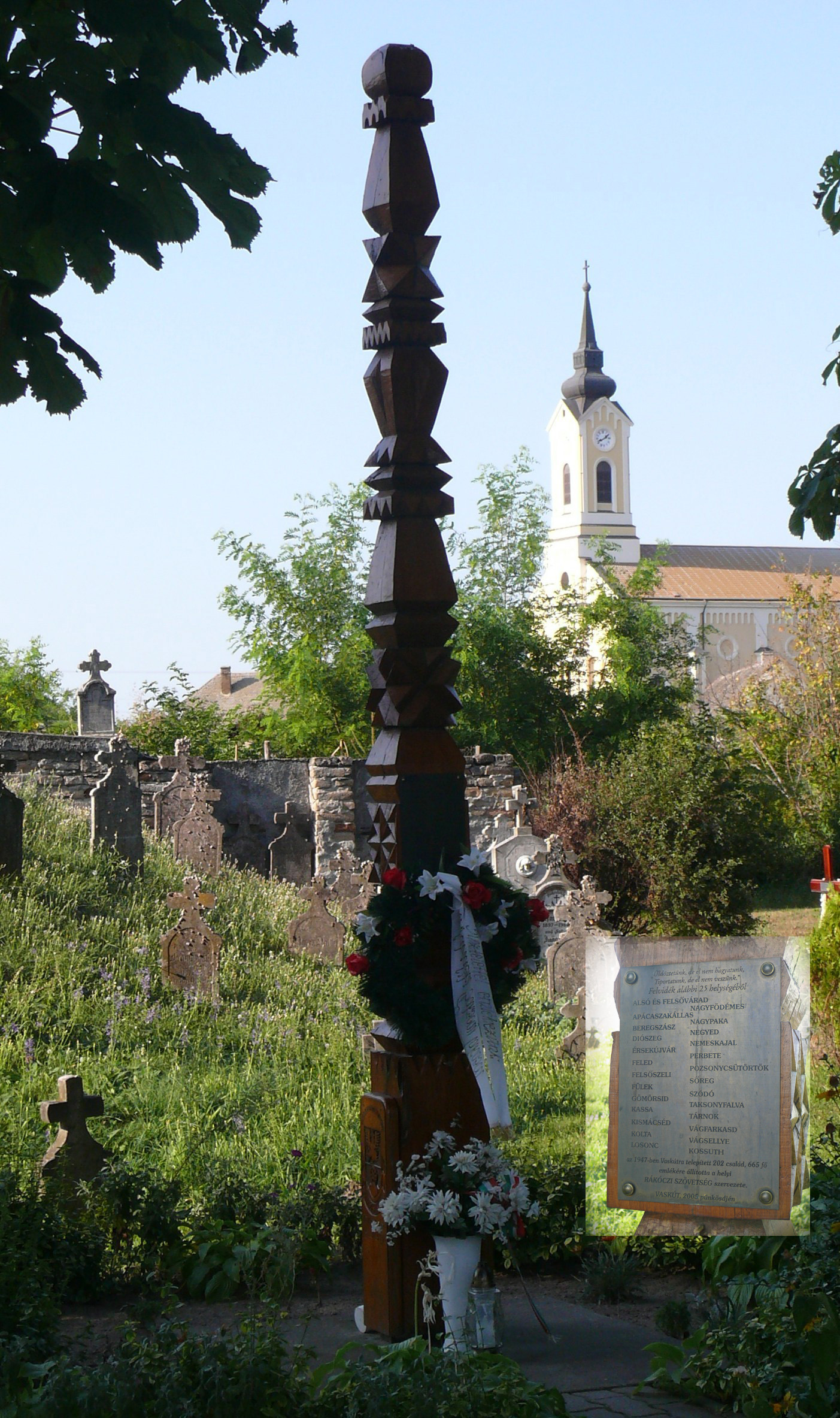
A felvidékiek 2005-ben állított kopjafája a vaskúti temetőben
A felvidéki kopjafa jobb oldalának faragása
A magyar szabadságharcok és forradalmak emlékére 2006. október 23-án állított kopjafa a templomkertben
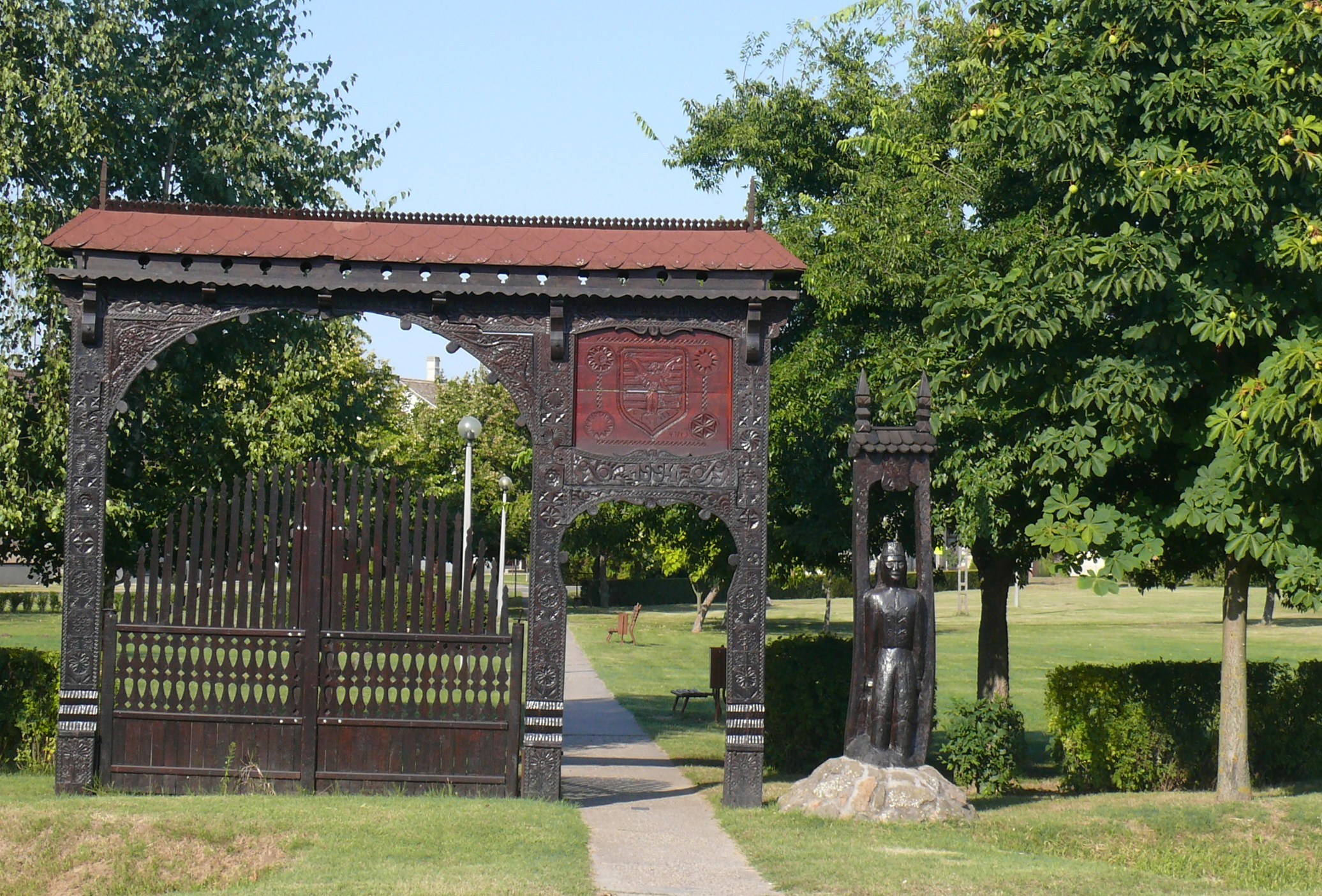
A fogadjisteni székelyek (Vaskúti Székelykör) által 1996-ban a templomkert délnyugati sarkán felállított székelykapu
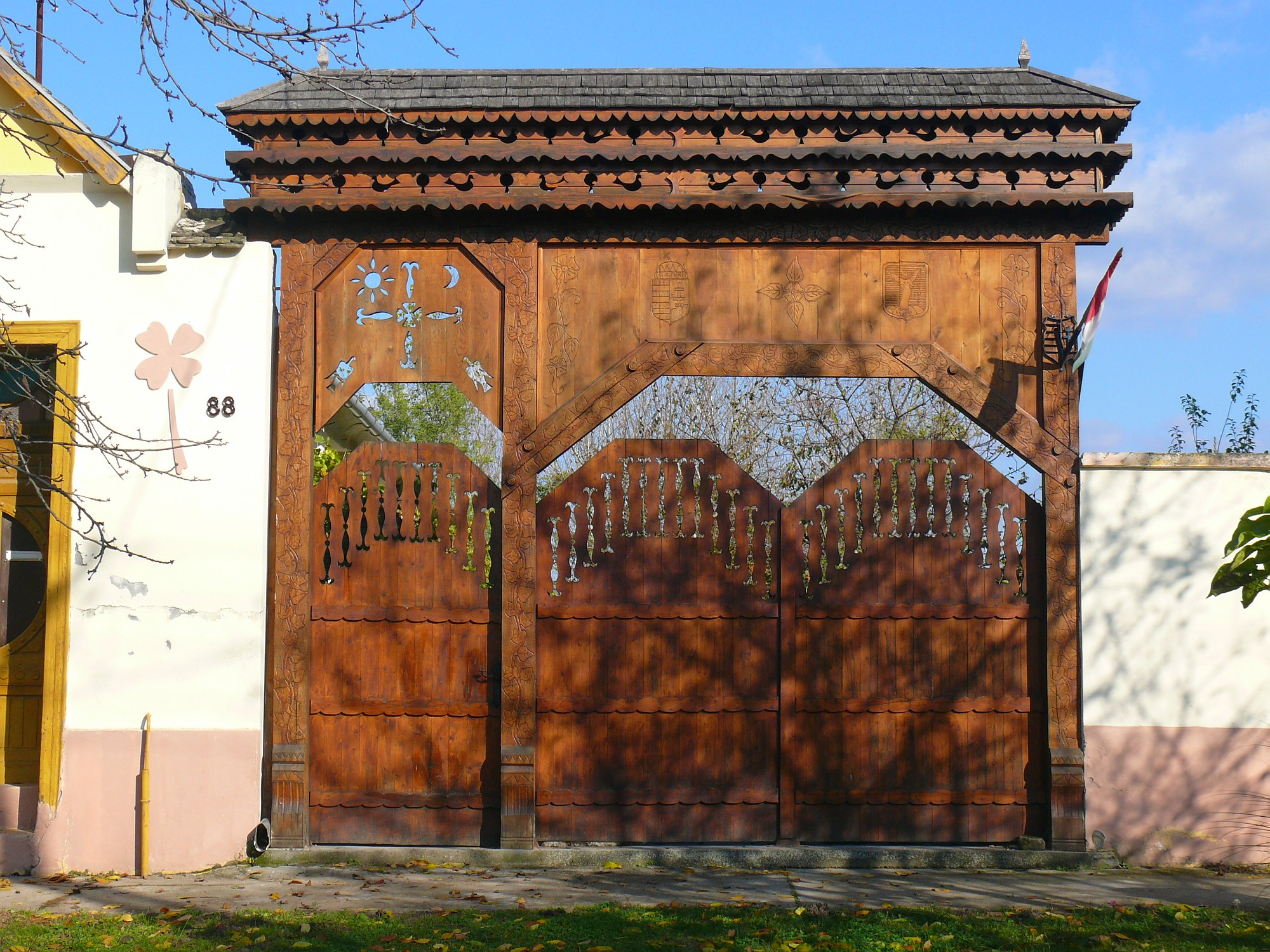
Rigó Gábor háztulajdonos saját készítésű székelykapuja a község főutcáján (2002-ben felszentelve)
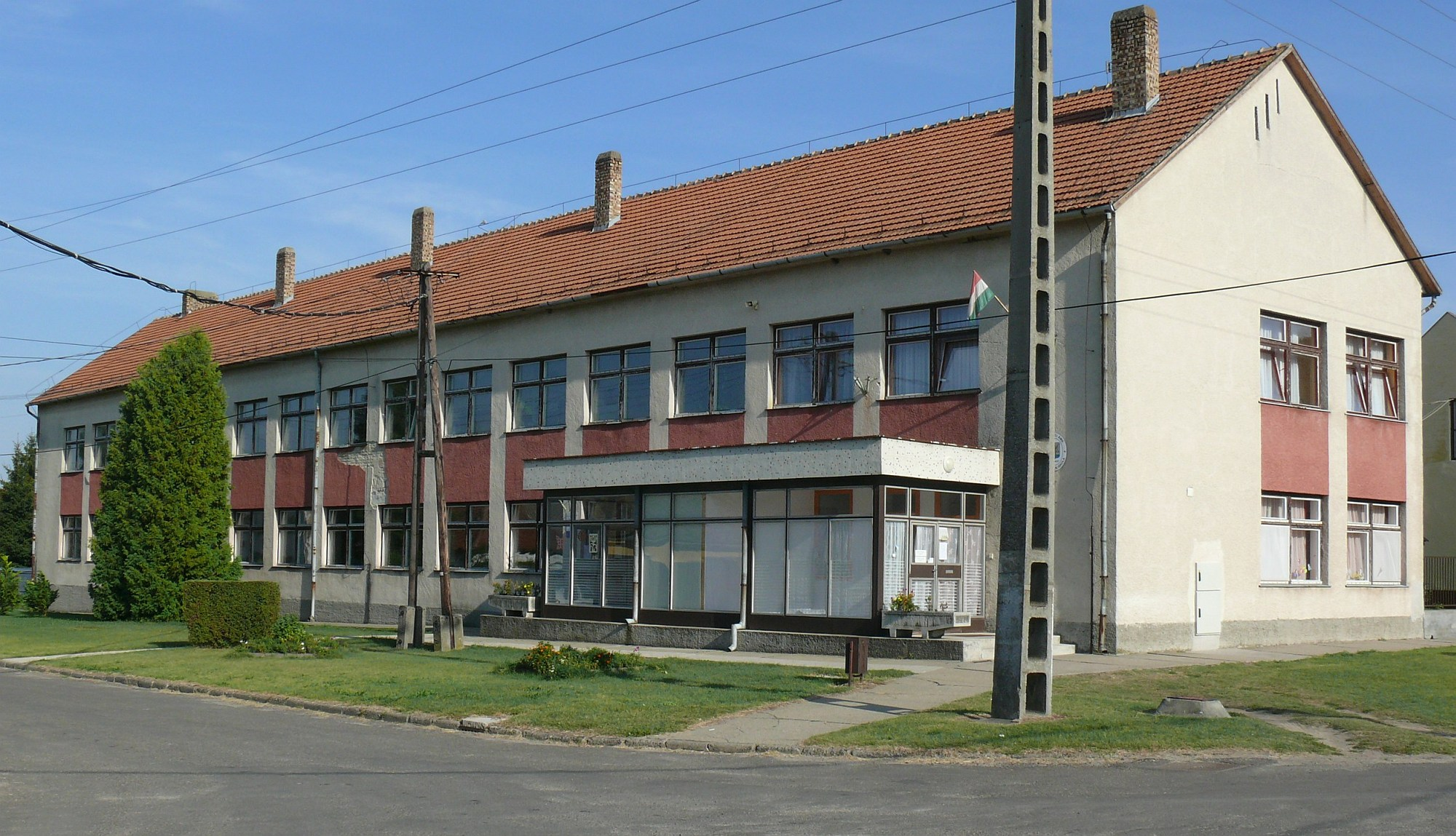
A központi iskola 1980-ban átadott épülete
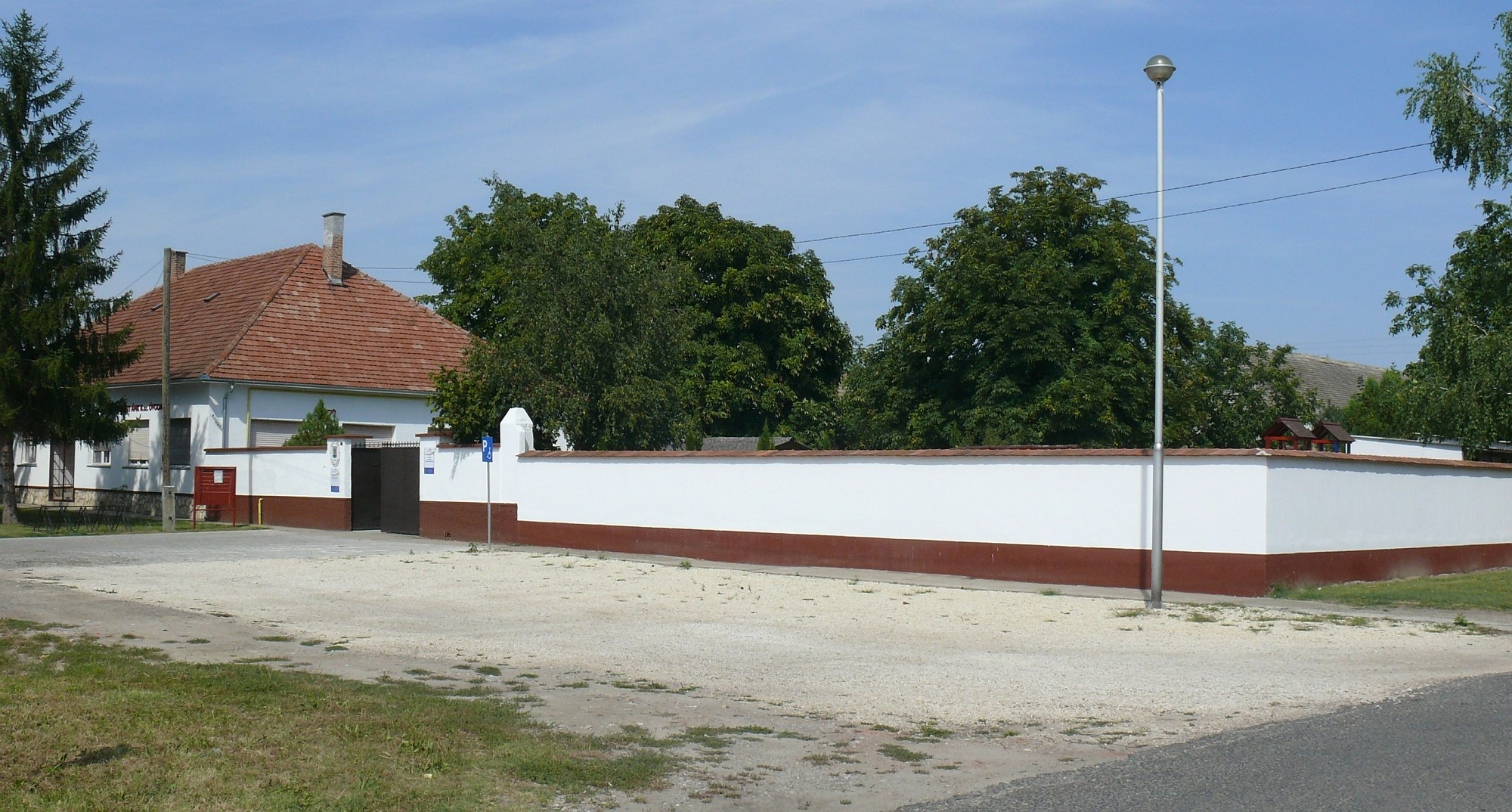
A vaskúti II-es számú (felső) óvoda, 2010-ben akadálymentesítve
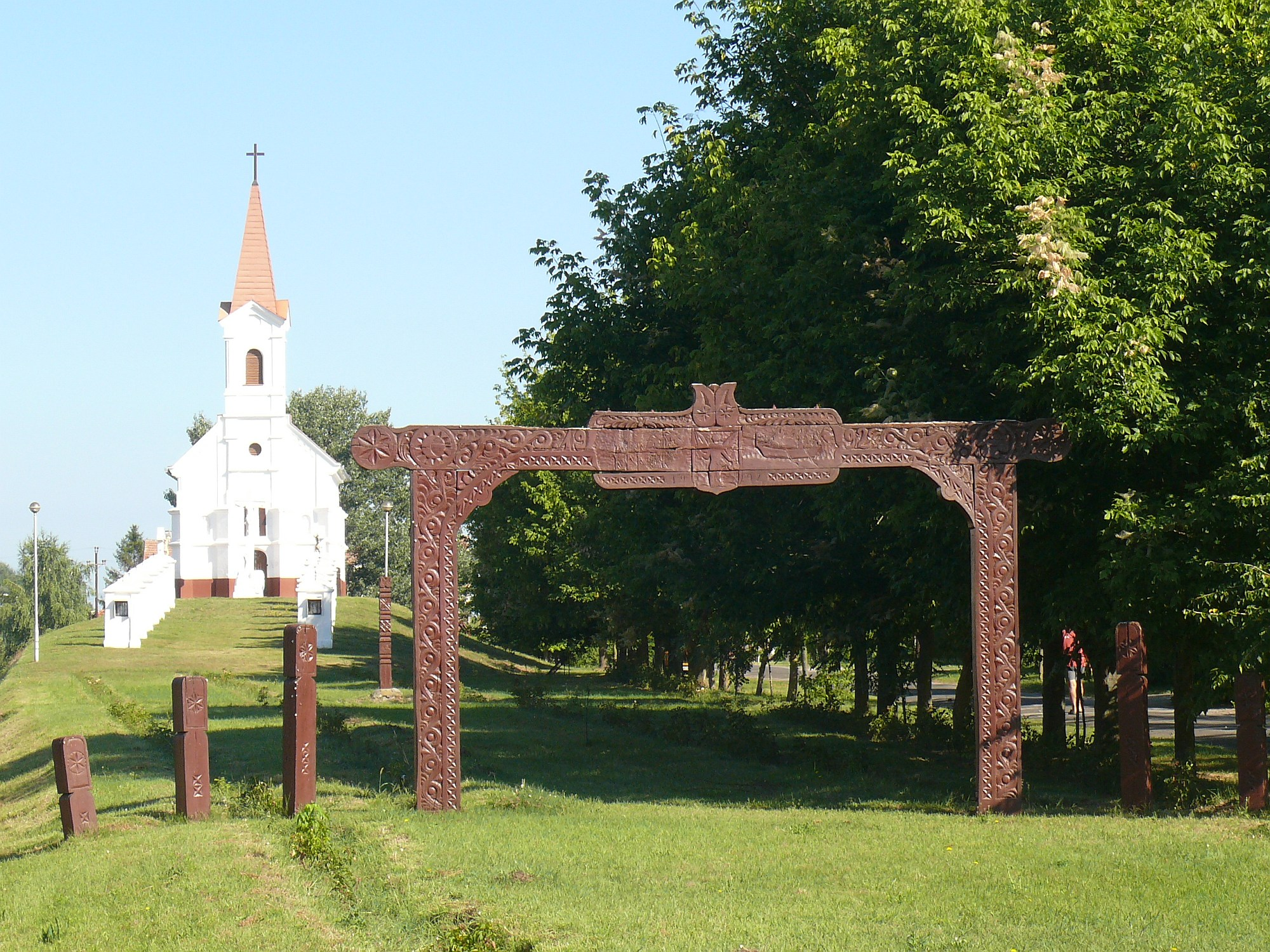
A Kálvária előtt 1992-ben létesített emlékpark
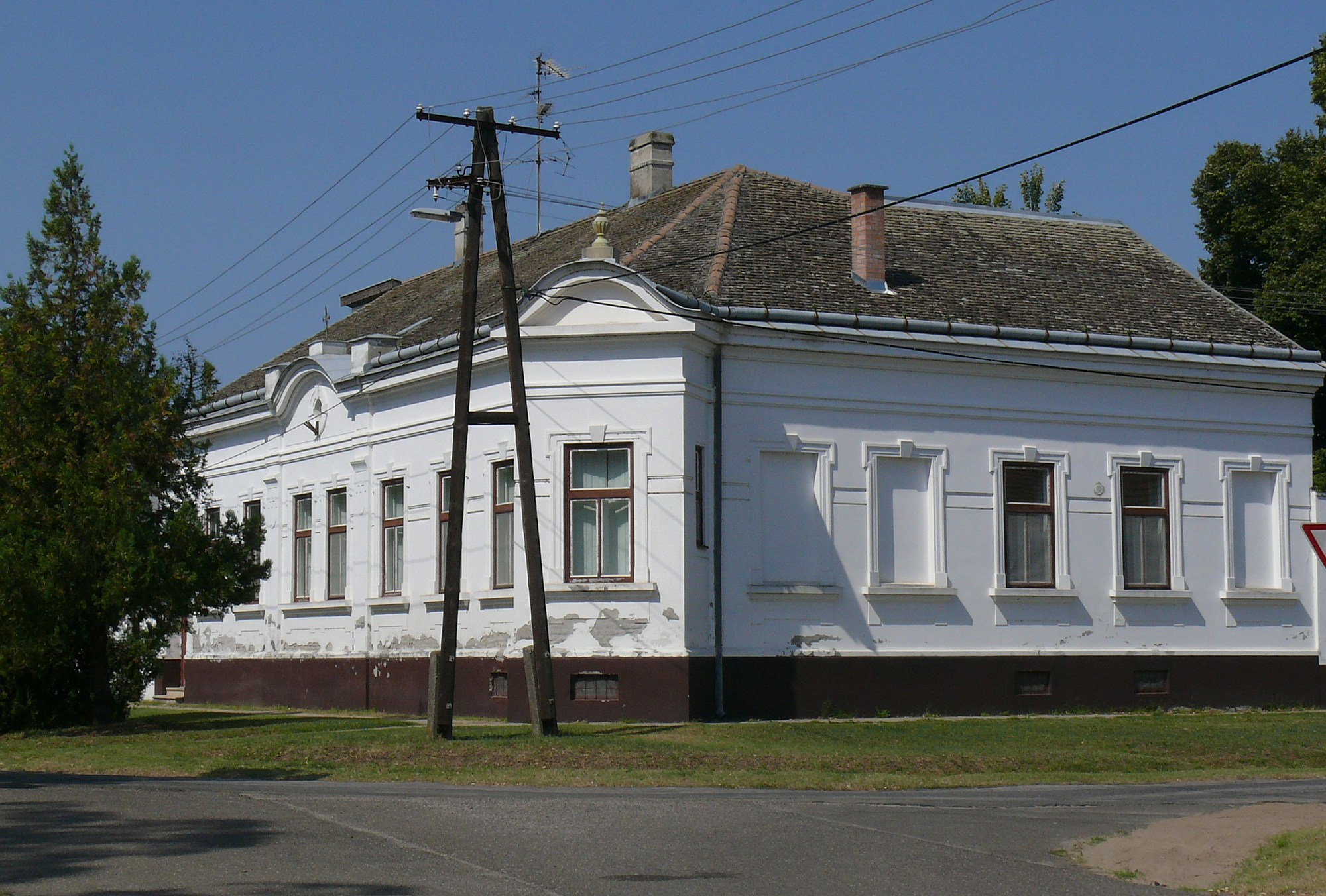
Római katolikus plébánia
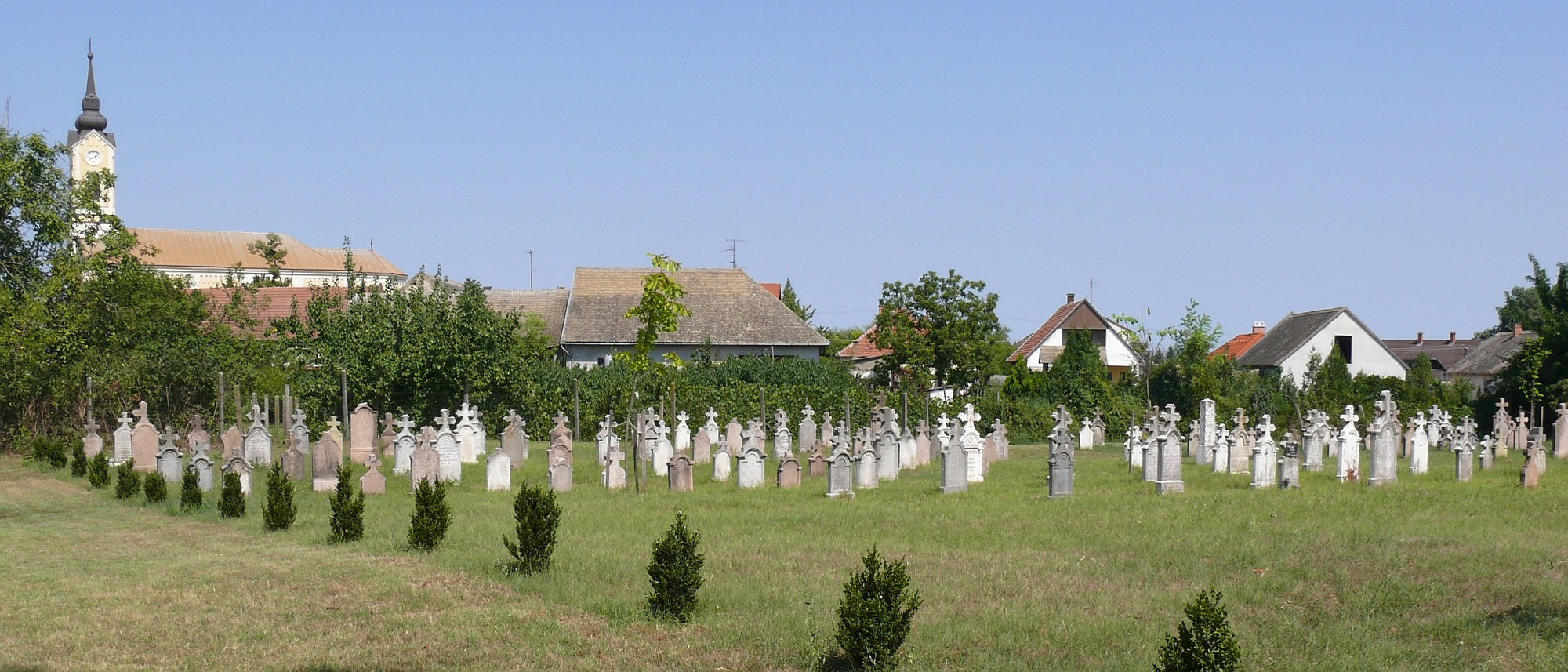
Az elhagyott sírkeresztekből 2010-ben állított második sírkert
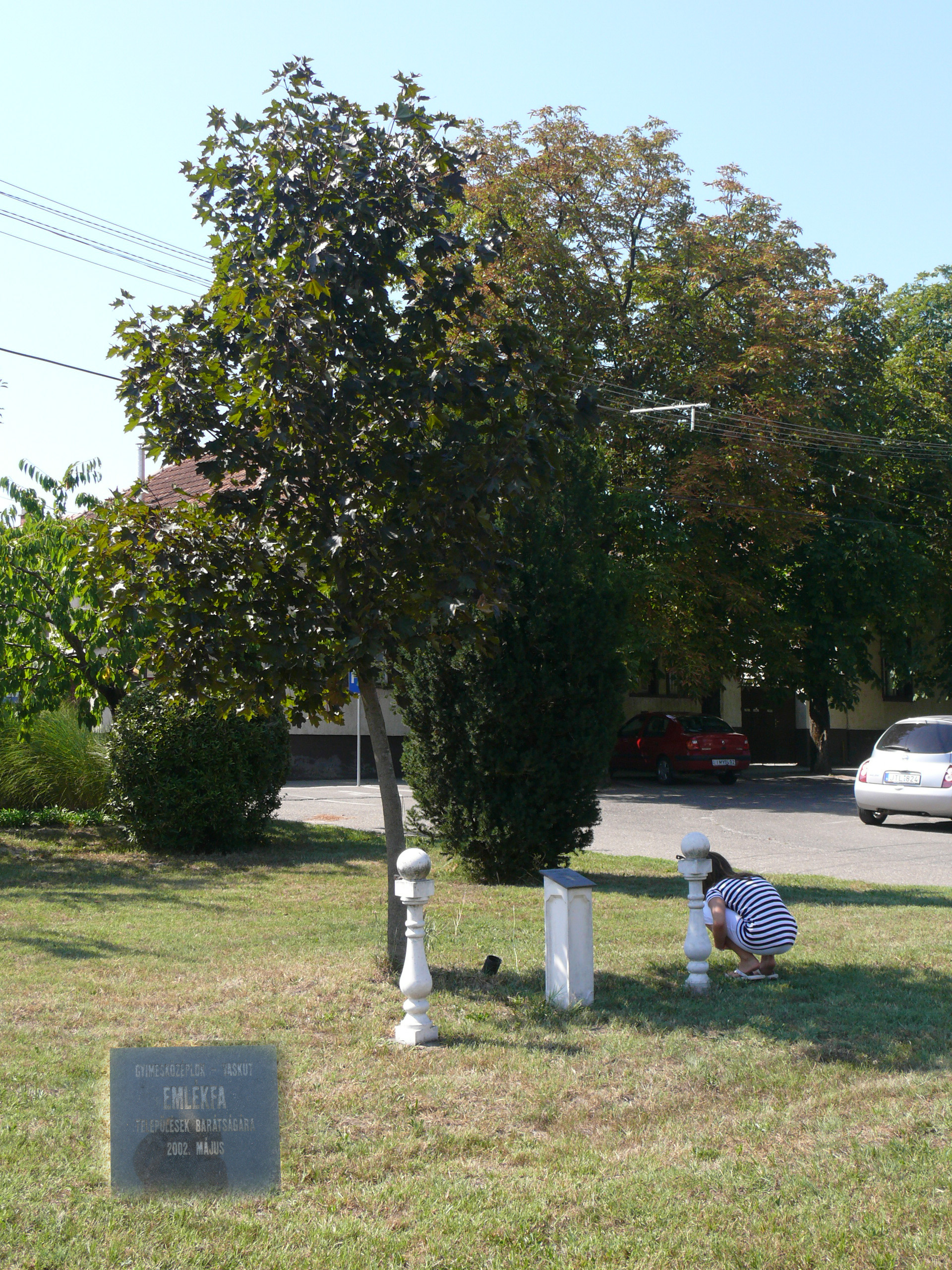
Gyimesközéplok erdélyi testvértelepülés által 2002-ben ültetett emlékfa a vaskúti főutcán
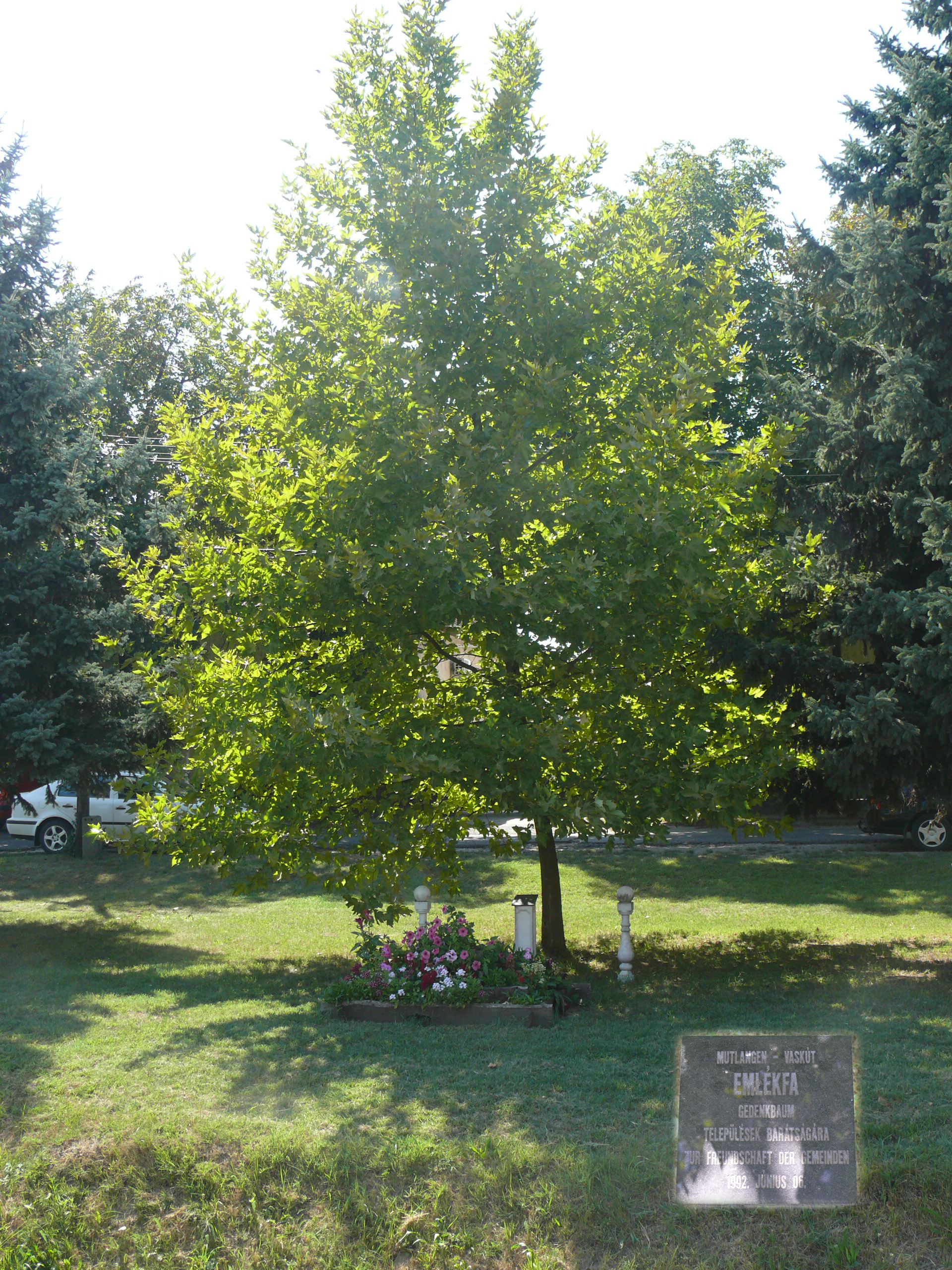
Mutlangen németországi testvértelepülés által 1992-ben ültetett emlékfa a vaskúti főutcán
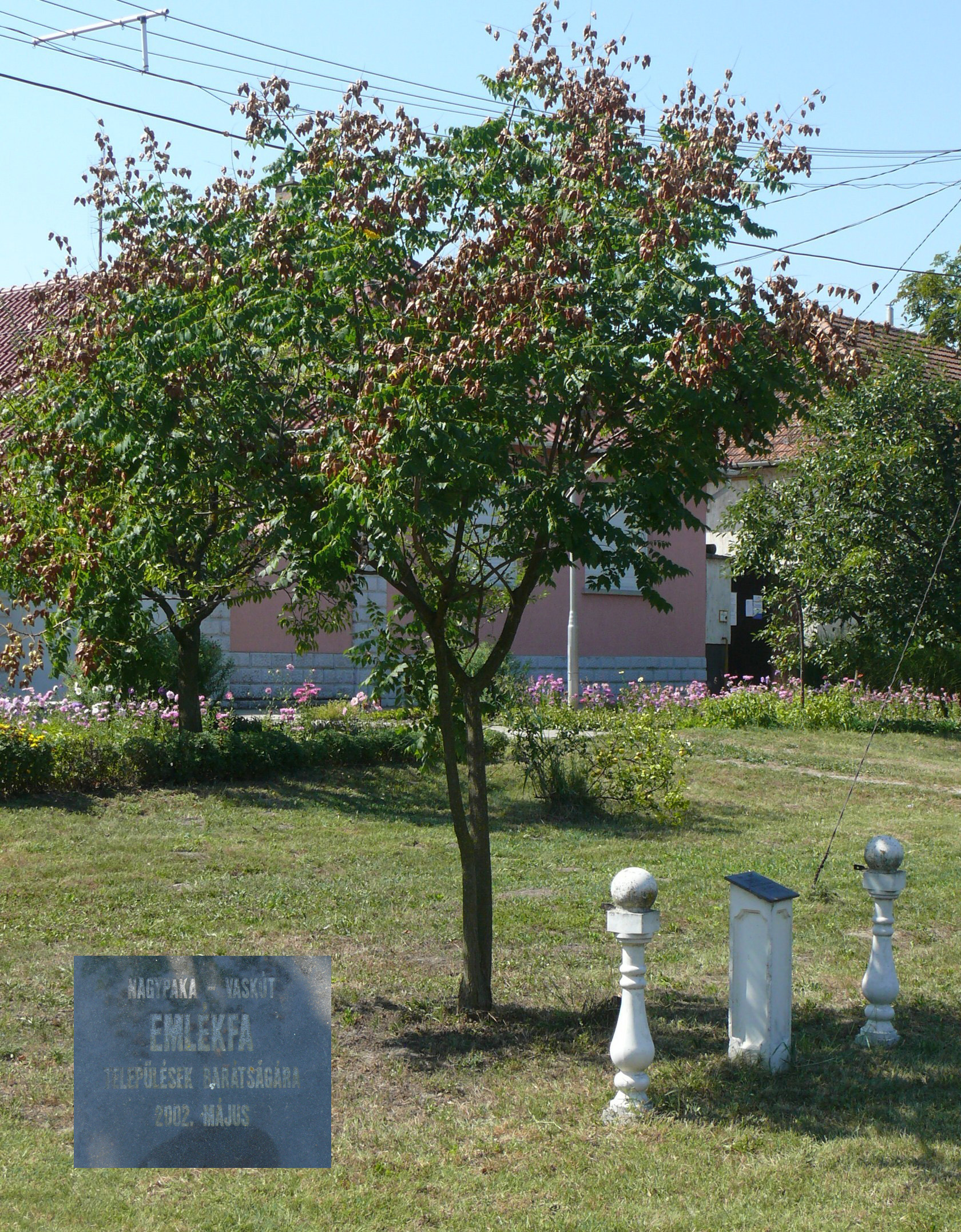
Nagypaka szlovákiai testvértelepülés által 2002-ben ültetett emlékfa a vaskúti főutcán
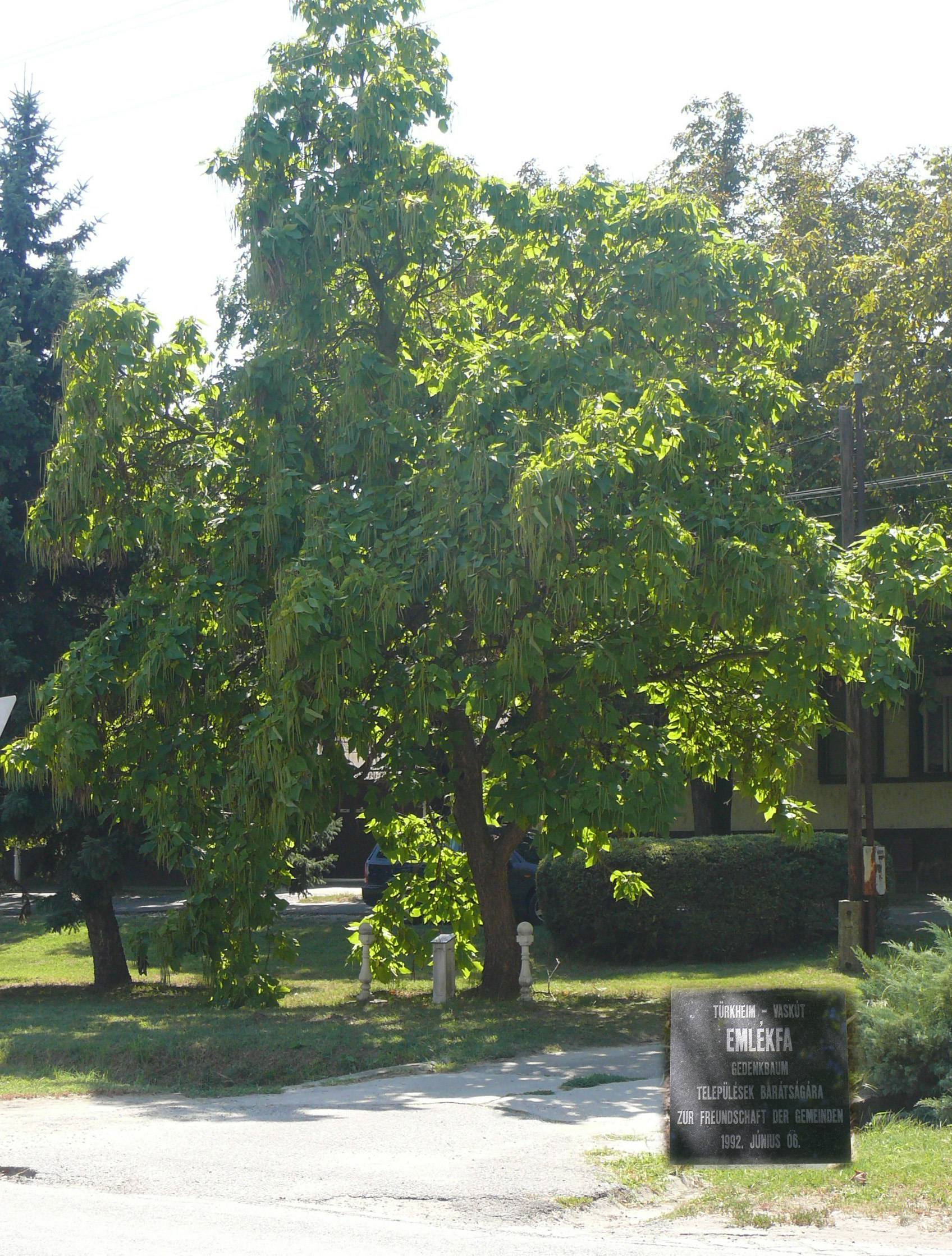
Türkheim németországi testvértelepülés által 1992-ben ültetett emlékfa a vaskúti főutcán
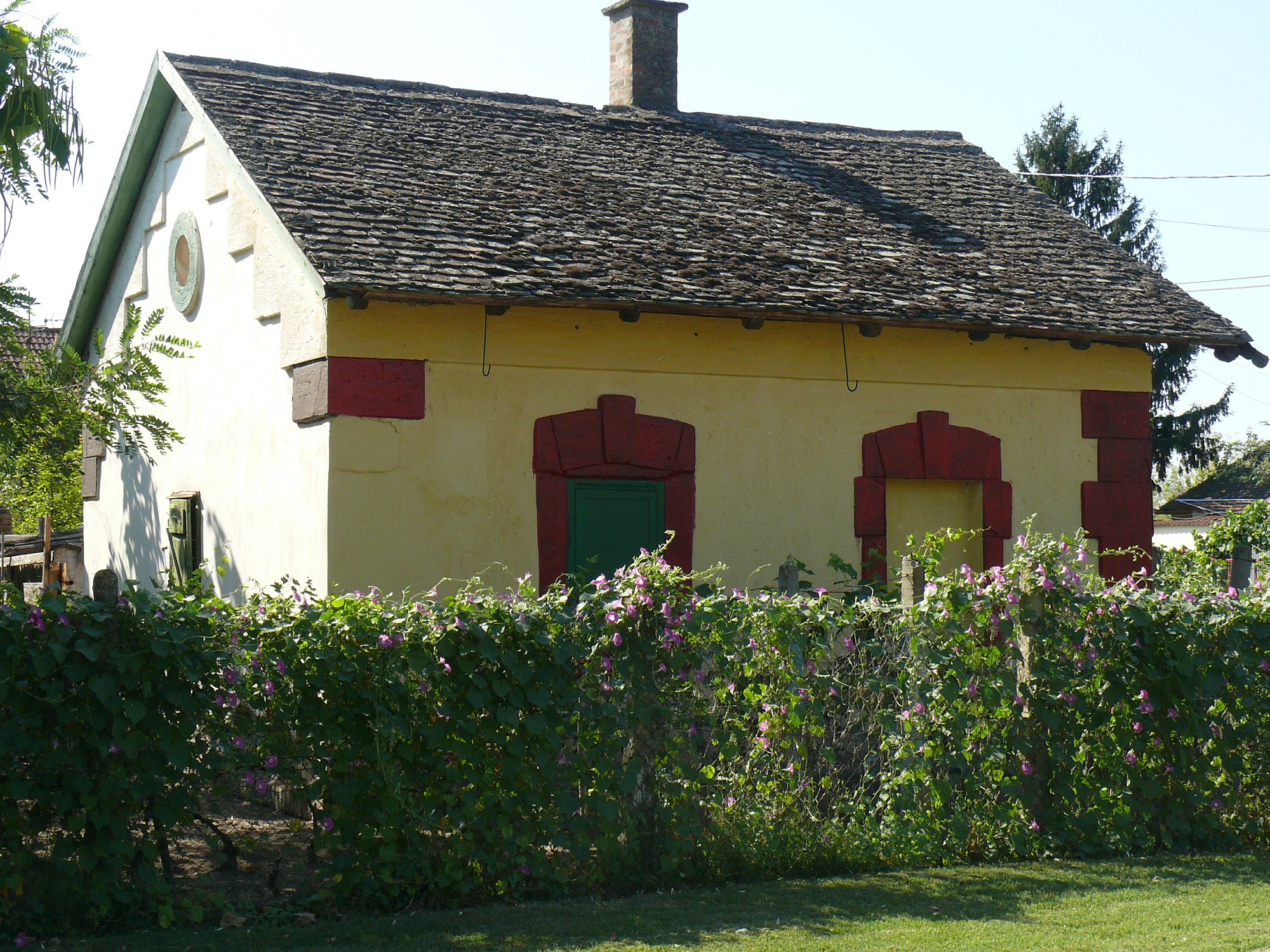
Az 1971-ben megszüntetett Baja-Gara vasútvonal vaskúti sorompóőrháza
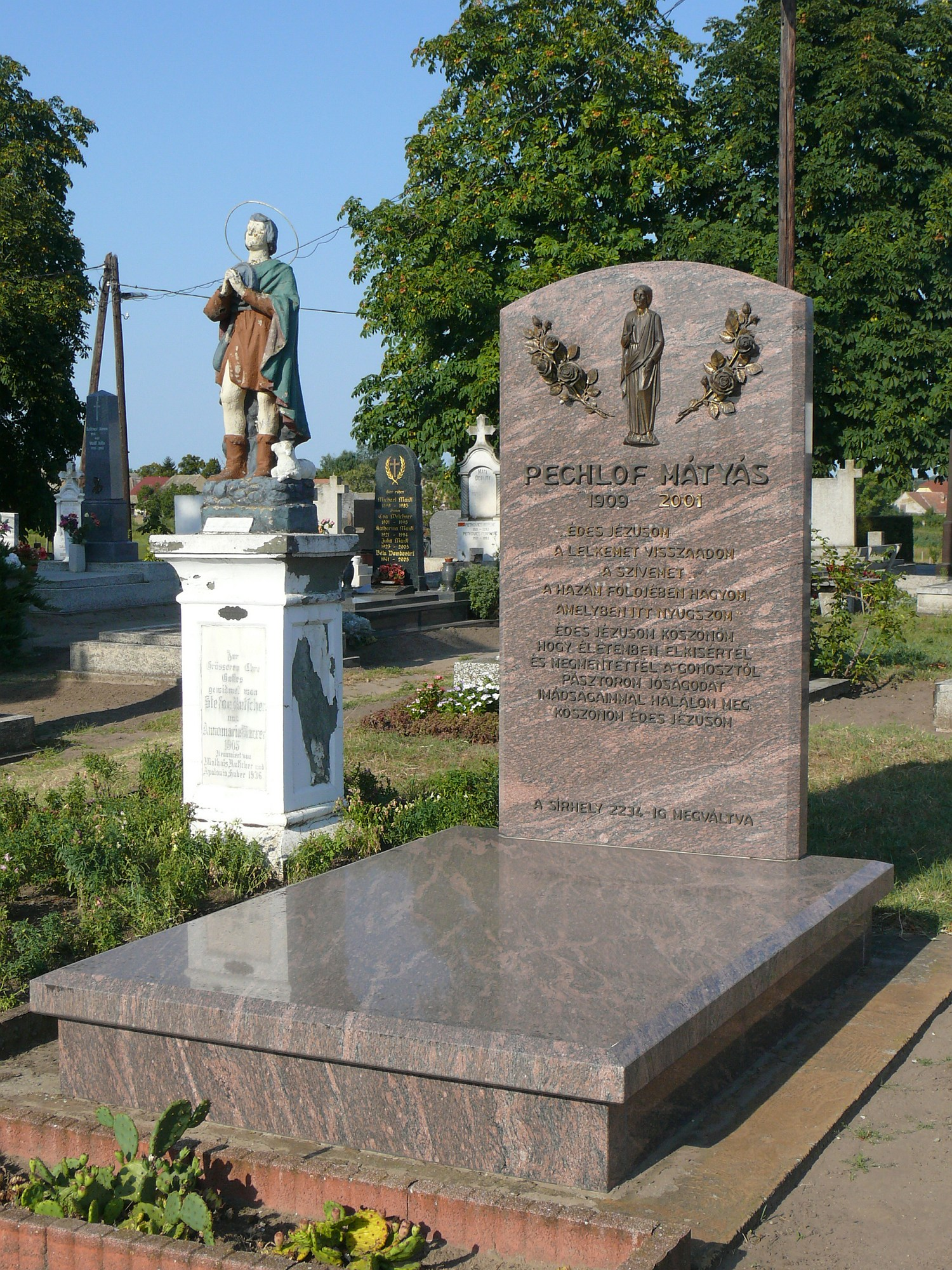
Luxus sírhely a vaskúti temetőben: megváltva 2234-ig
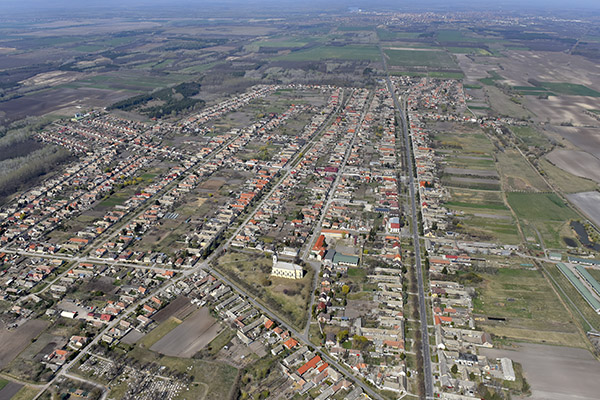
Vaskút látképe madártávlatból
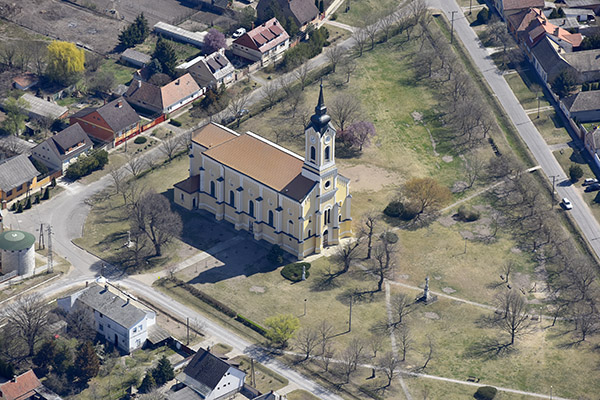
Vaskút, Szentháromság-templom légi felvételen
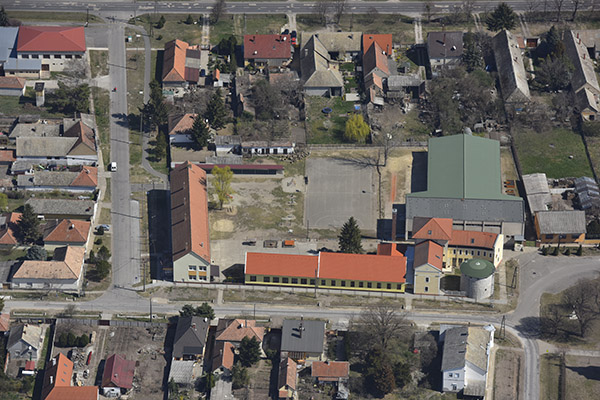
Vaskút légi fotón, centrumban az iskola
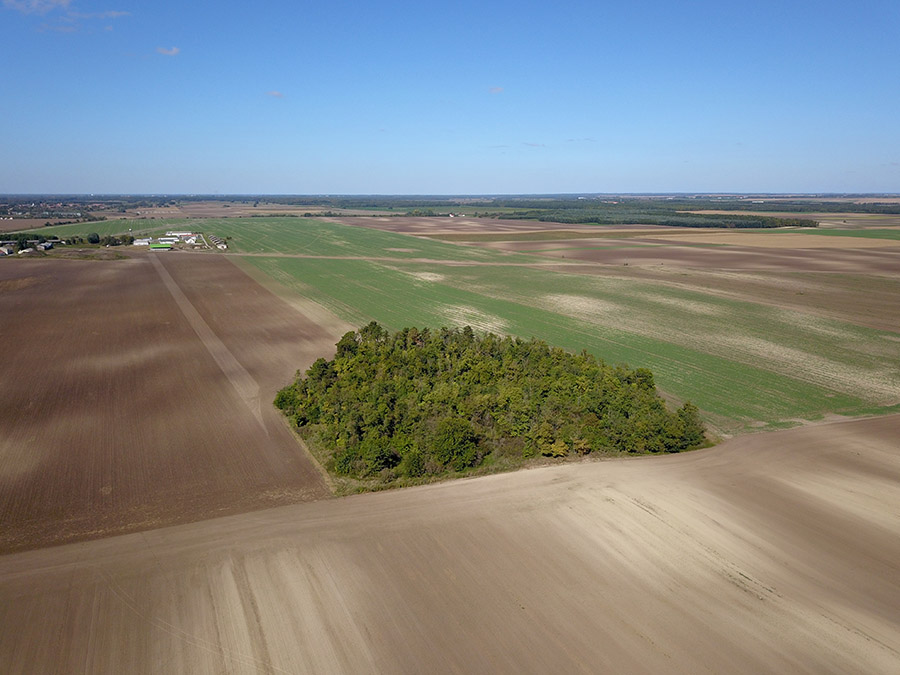
Vaskút, földvár - légi fotó
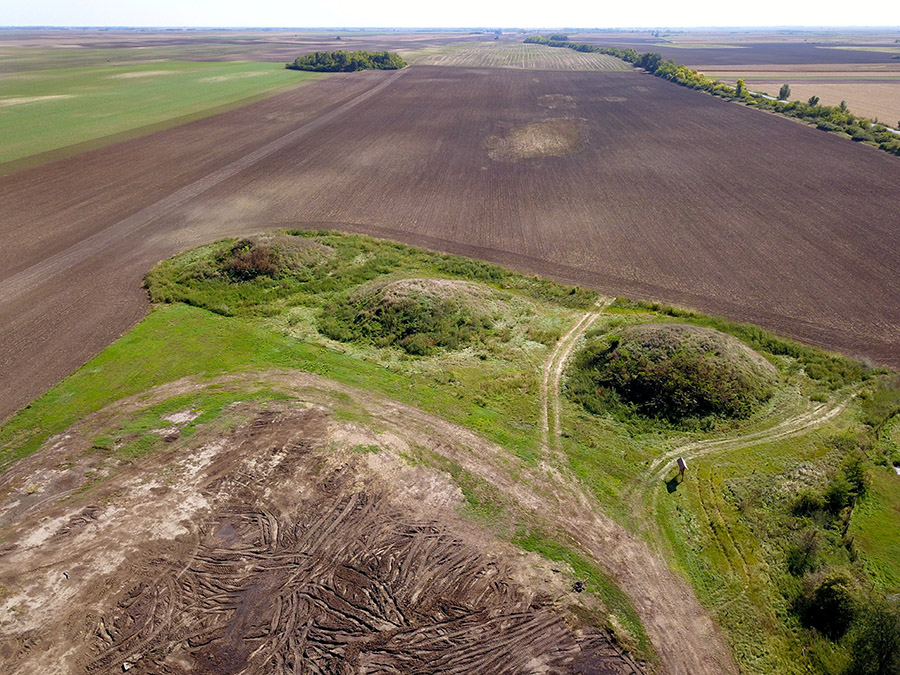
A vaskúti-halmok - légi felvétel